# المسيحية في أستراليا

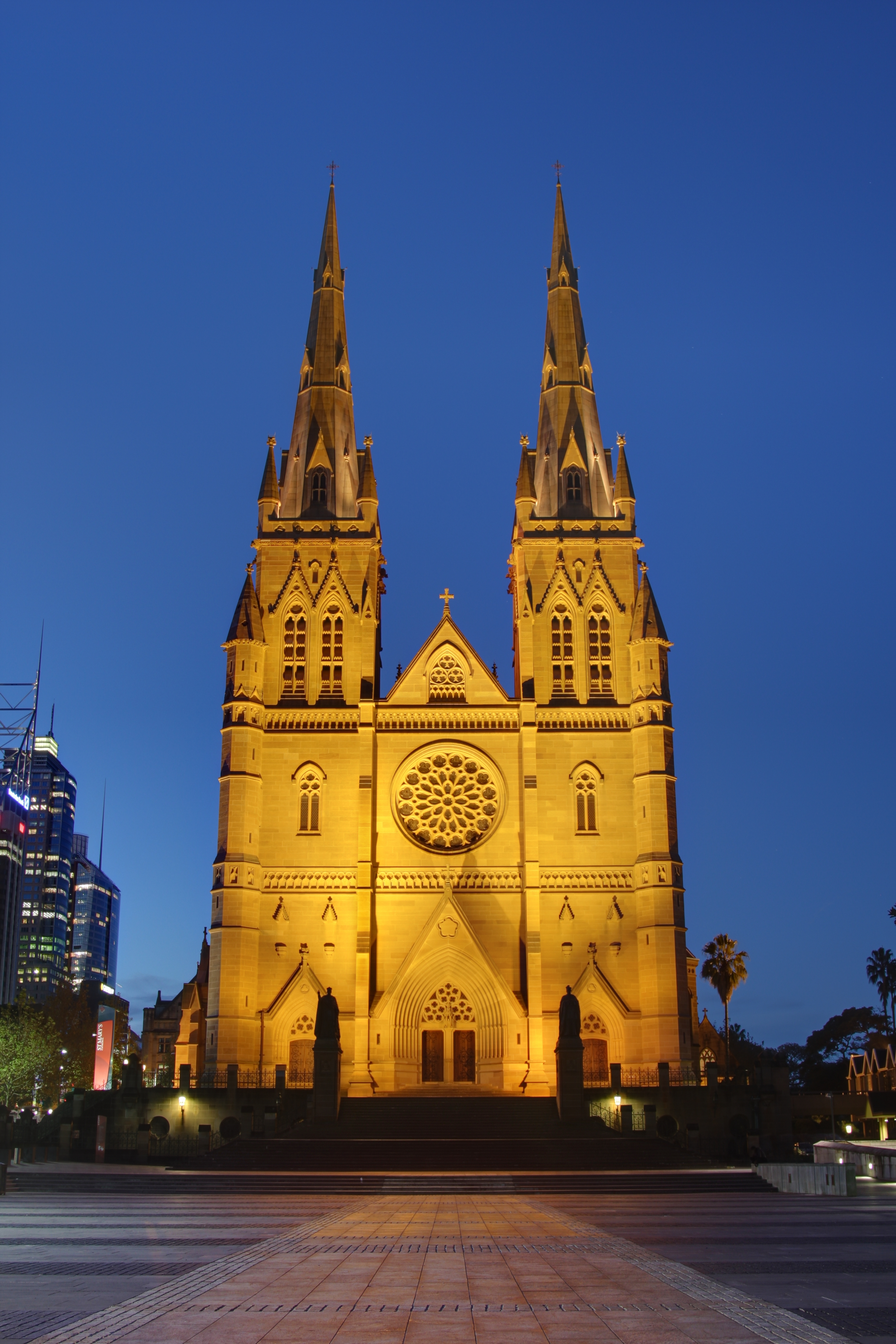
كاتدرائية سانت ميري الكاثوليكيَّة في مدينة سيدني.

المسيحية في أستراليا هي الديانة الأكثر شيوعًا مع نحو 61.1% من الأستراليين عرّفوا أنفسهم بأنهم مسيحيون حسب إحصاء التعداد السكاني عام 2011؛ منهم حوالي (25%) كاثوليك و (17.1%) أنجليكان و (18.7%) مسيحيين من طوائف أخرى. ويعود حضور المسيحية الأول في البلاد إلى تأسيس المستعمرة البريطانية في نيوساوث ويلز في عام 1788. ولا تزال البصمة المسيحية في المجتمع والثقافة الأسترالية واضحة للعيان، لا سيما من خلال العمل في مجالات الرعايّة الاجتماعية والصحية وتوفير التعليم، وفي انخراطها في الحياة السياسية والعامة وفي احتفالات عيد القيامة وعيد الميلاد.
لا تملك أستراليا دين رسمي للدولة ويحمي الدستور الأسترالي حرية الدين. بدأ وجود المسيحية في أستراليا مع وصول الأسطول الأول البريطاني المدني في عام 1788. نمت المسيحية لتمثل دين 96.1% من السكان في اتحاد أستراليا في عام 1901. وظلّت الكنيسة الانجليكانية والتي تمتعت بامتيازات خاصة في أستراليا (المعروفة سابقًا باسم كنيسة أنجلترا في أستراليا) وأكبر طائفة حتى عام 1986، عندما تم تجاوزها من قبل الكنيسة الرومانية الكاثوليكية. في حين ظهرت جماعات مسيحية جديدة بفعل الهجرات مثل المسيحيين الشرقيين والكنائس الخمسينية والتي هي من أكثر الطوائف الدينية نموًا في أستراليا.
بينما كانت كنيسة إنجلترا في الأصل تحتل مكانة امتياز في أوائل حقبة أستراليا الإستعماريَّة، تطور الإطار القانوني ليضمن المساواة الدينية في غضون بضعة عقود. وتم نقل أعداد كبيرة من الكاثوليك الإيرلنديين إلى أستراليا من خلال نظام العدالة الجنائية البريطاني. أسس الميثوديون والمشيخيين والأبرشيين والمعمدانيين كنائسهم الخاصة في القرن التاسع عشر، كما فعل ذلك اللوثريون القادمين من ألمانيا. في أوائل القرن العشرين ازدادت موجات المهاجرين الكاثوليك القادمين من إيطاليا وكرواتيا وغيرها من الدول الأوروبية، تبعها موجات من المهاجرين الأرثوذكس القادمين من اليونان والبلقان وأوروبا الشرقية والشرق الأوسط وشمال أفريقيا.
منذ عام 1788، تأثرت الثقافة الأسترالية بقوة بكل من الثقافة الغربية الأنجلو سلتيك والمسيحية. وتلعب المؤسسات المسيحية دور هام في الحياة الاجتماعية في أستراليا إذ أنَّ حوالي ربع الطلبة يلتحقون بمدارس الكنيسة، كما تعد المنظمات المسيحية أكبر مؤسسة غير حكومية في أستراليا والتي تقدم الخدمات الصحيَّة والرعاية الاجتماعية المختلفة، وتتضمن المنظمات الكاثوليكية والبروتستانتية الخيرية كل من جيش الخلاص وجمعية سان فنسنت دي بول، كما ولعب العديد من المسيحيين الأستراليين تاريخياً دوراً في تطوير البلاد.

## تاريخ

### تأسيس أستراليا (1788 - 1901)

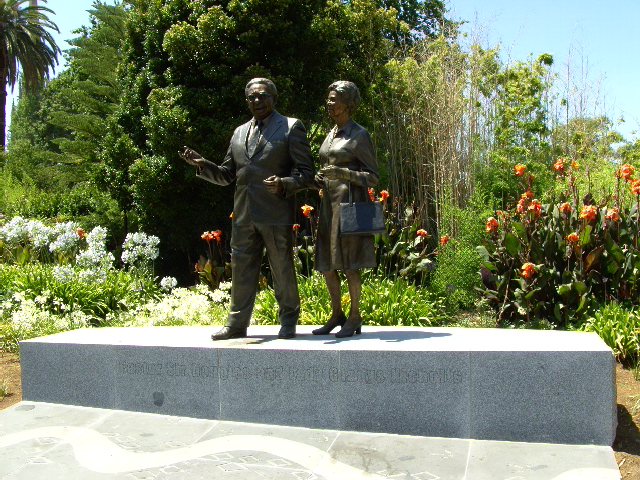
تمثال السير دوغلاس نيكولز وزوجته، أمام برلمان فيكتوريا. وكان نيكولز قس مسيحي، وناشط حقوقي، وكان الحاكم السابق لجنوب أستراليا.

وصلت المسيحية إلى أستراليا مع المستوطنين البريطانيين الأوائل منذ وصول الأسطول البريطاني الأول في عام 1788. تبع هذا الحدث وصول أعداد كبيرة من المستوطنين المسيحيين والذين كان معظمهم من الرومان الكاثوليك (من أصول أيرلندية بشكل خاص) والأنجليكان. وشهدت أستراليا توترات بين الكاثوليك والبروتستانت، تجلت في الفروق الاجتماعية والاقتصادية إذ هيمن البروتستانت على السياسة والاقتصاد والتي أستمرت حتى القرن العشرين. ونمت المسيحية فيما بعد لتكون الدين الرئيسي في أستراليا. وبالتالي، فإن الأعياد المسيحية مثل عيد الميلاد وعيد الفصح هي أيام العطل الرسمية، وتتواجد الكنائس وأبراج الكاتدرائيات في جميع المدن والبلدات الأسترالية، حيث لعبت الكنائس المسيحية دورًا أساسيًا في تطوير خدمات التعليم والصحة والرعاية الاجتماعية في أستراليا.
وفقًا لمانينغ كلارك فإن المسؤولين الاستعماريين الأوائل في المستعمرة شاركوا الرأي القائل بأن «الديانة البروتستانتية والمؤسسات البريطانية كانت أرقى إنجازات الإنسان من أجل تعزيز الحرية وحضارة المادية العاليّة». وهكذا نظروا إلى القساوسة البروتستانت على أنهم «رجال شرطة أخلاقيون طبيعيون في المجتمع»، وسُمح لهم بدور اجتماعي واضح في المستعمرة للدعوة ضد «الخمر والعنف والقمار». ولعب ريتشارد جونسون، وهو رجل دين في كنيسة إنجلترا، دورًا هامًا في تحسين «الآداب العامة» في المستعمرة، وشارك بكثافة في مجالي الصحة والتعليم. ووفقًا مانينغ كلارك، سيطرت المسيحية الإنجيلية من خلال ريتشارد جونسون على الحياة الدينية للمسيحية البروتستانتية في أستراليا طوال القرن التاسع عشر بأكمله. وبدأ تأثير الزعماء المسيحيين البارزين في مجال الصحة والتعليم في أستراليا منذ ذلك الحين، حيث درس أكثر من خمس الطلاب في مدارس الكنيسة في بداية القرن الواحد والعشرين، وأسست أولى المستشفيات، ومرافق الرعاية والجمعيات الخيرية من قبل المنظمات المسيحية.
تطورت مشاركة المسيحيين في شؤون السكان الأصليين بشكل ملحوظ منذ عام 1788. وانخرطت الكنائس في التبشير بين الشعوب الأصلية في القرن التاسع عشر حيث سيطر الأوروبيون على جزء كبير من القارة، وتم تحويل غالبية السكان إلى المسيحية في نهاية المطاف. منذ عقد 1870، انتشرت المسيحية في جميع أنحاء جزر مضيق توريس، ولا تزال المسيحية ذات تأثير قوي اليوم بين سكان جزر مضيق توريس. وصلت بعثة جمعية لندن التبشيرية بقيادة القس صمويل ماكفارلين إلى إيروب بجزيرة دارنلي في 1 يوليو من عام 1871، لتأسس أول قاعدة للمسيحية في المنطقة هناك. يُشير سكان الجزيرة إلى هذا الحدث باسم «مجيء النور»، وتحتفل جميع مجتمعات الجزيرة بهذه المناسبة سنويًا في 1 يوليو. لكن مجيء المسيحية لم يعنِ نهاية معتقدات الناس التقليدية؛ حيث تم الترحيب بالله المسيحي وتم دمج الدين الجديد في كل جانب من جوانب حياتهم اليومية.

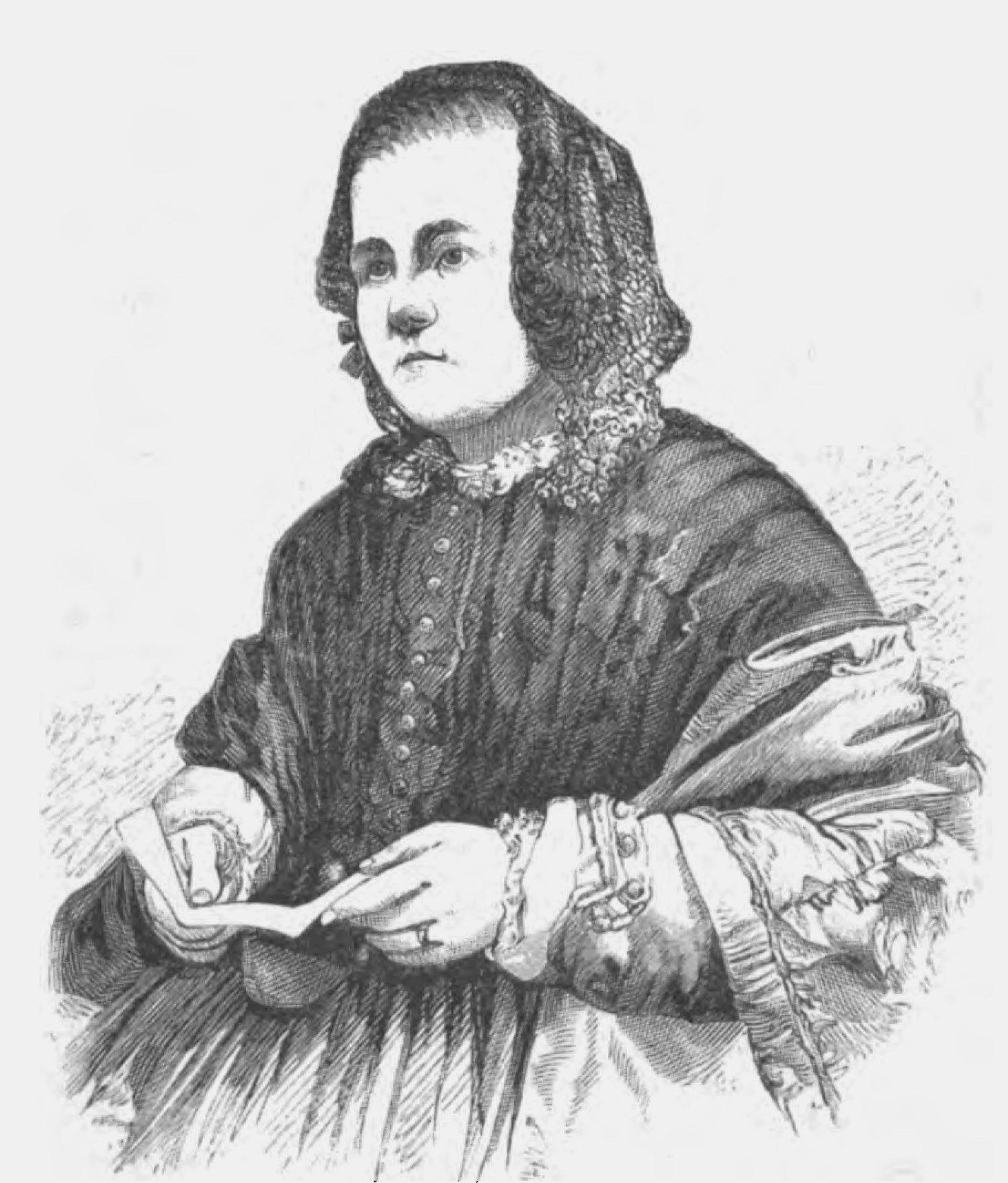
كانت كارولين تشيسهولم الكاثوليكيَّة محامية قيادية في قضايا المرأة ومساندة للعائلات في السياسات الاستعمارية.

أدت اكتشاف الذهب التي كانت سببًا في نمو اقتصادي واضح إلي تدفُّق الناس إلي الأراضي الأسترالية في الفترة من سنة 1851 حتي سنة 1861. وفي عام 1900 ظهر ما يعرف باسم الكومنولث الأسترالي في سنة حين اتحدت ست مستعمرات أسترالية وهي (فيكتوريا —نيو ساوث ويلز — جنوب أستراليا — تاسمانيا — كوينزلاند — أستراليا الغربية). وقد جلب المستوطنين الجدد معهم تقاليدهم الدينية، مثل الأيرلندية الكاثوليكية والإسكتلندية المشيخية والإنجليزية الأنجليكانية والويلزية الميثودية وغيرها. عاني سكان أستراليا الأصليين انخفاض مأساوي خلال هذه الفترة ويرجع ذلك إلى الأمراض المعدية. كان للمسيحية والثقافة الأوروبية تأثير كبير على سكان أستراليا الأصليون ودينهم وثقافتهم. كما هو الحال في العديد من حالات الاستعمار، سهلت الكنائس المسيحية من فقدان ثقافة السكان الأصليين ودينهم في بعض الأحيان، كما وسهلت الحفاظ عليها في مواقع أخرى. في بعض الحالات وضع عمل المبشرين الأسس لإحياء اللغة في وقت لاحق بمنطقة هيرمانسبورغ وأديلايد بارك لاندز. ذهب المبشرون الألمان كريستيان تيشلمان وشورمان إلى أديلايد وقاموا بتدريس سكان كورنا المحليين بلغتهم الخاصة فقط وقاموا بإنشاء كتب مدرسية باللغة الخاصة بهم. ومع ذلك، قام بعض المبشرين بالتدريس باللغة الإنجليزية فقط. وقد قامت بعض الكنائس المسيحية ببعثات تبشيرية نُظمت خلال هذه الفترة، وهدفت رسميًا إلى «مهمة حضارية» من أجل نشر الحضارة الغربية بين مجتمعات السكان الأصليين ونشر الديانة المسيحية. عواقب هذا النشاط لا تزال محل نزاع، ولكنها ساهمت في تراجع لغات ومعتقدات السكان الأصليين.
شهدت أستراليا الغربية، حركة اجتماعية رائدة قادها رجال الدين الأنجليكان إذ بالإضافة إلى الأدوار الدينية المعتادة لعب رجال الدين دورًا رئيسيًا في الأعمال الخيرية وتطوير التعليم والنقاش العام. تم فصل كنيسة انكلترا في مستعمرة نيوساوث ويلز بموجب قانون الكنيسة 1836. وأعلن عن قانون جديد فيه مساواة قانونية تامة بين الأنجليكان والكاثوليك وأتباع الكنيسة المشيخية ومدد في وقت لاحق ليشمل أتباع الميثودية. وأكد دستور أستراليا على حرية الدين في القسم 116 من الدستور من أستراليا لعام 1901.
بوصول راهبات المحبة الكاثوليكية عام 1838، بدأن العناية الرعوية في سجون النساء وزيارة المستشفيات والمدارس وتوظيف النساء المحكوم عليهن. كما أنشأن مستشفيات في أربعة من الولايات الشرقية، بدءًا بمستشفى القديسة فينسنت، سيدني عام 1857 كمستشفى مجانية للجميع عامة، وللفقراء خاصةً. وأنشأت كارولين تشيسهولم (1808-1877) ملجأً للنساء المهاجرات وعملت على رعاية النساء في المستعمرات في أربعينيات القرن التاسع عشر. جهود كارولين الإنسانية أكسبتها شهرة في إنجلترا وتأثيرًا عظيمًا لدعم الأسر في المستعمرات. أسس جون بيدي بولدينغ، أول أسقف كاثوليكي بسيدني، نظامًا أستراليًا للراهبات عام 1857 ليعملن في التعليم والعمل المجتمعي. وتأسست أخوية القديس جوزيف في جنوب أستراليا بواسطة القديسة ماري ماكيلوب والأب جوليان تينيسون وودز عام 1867. وتنقلت ماكليوب عبر أستراليا وأسست مدارس وأديرة ومؤسسات خيرية. أعلنت قداستها بواسطة بندكت السادس عشر عام 2010، لتصبح أول شخص أستراليّ يُكرّم بهذه الحفاوة من قبل الكنيسة الكاثوليكية.

### كومنولث أستراليا

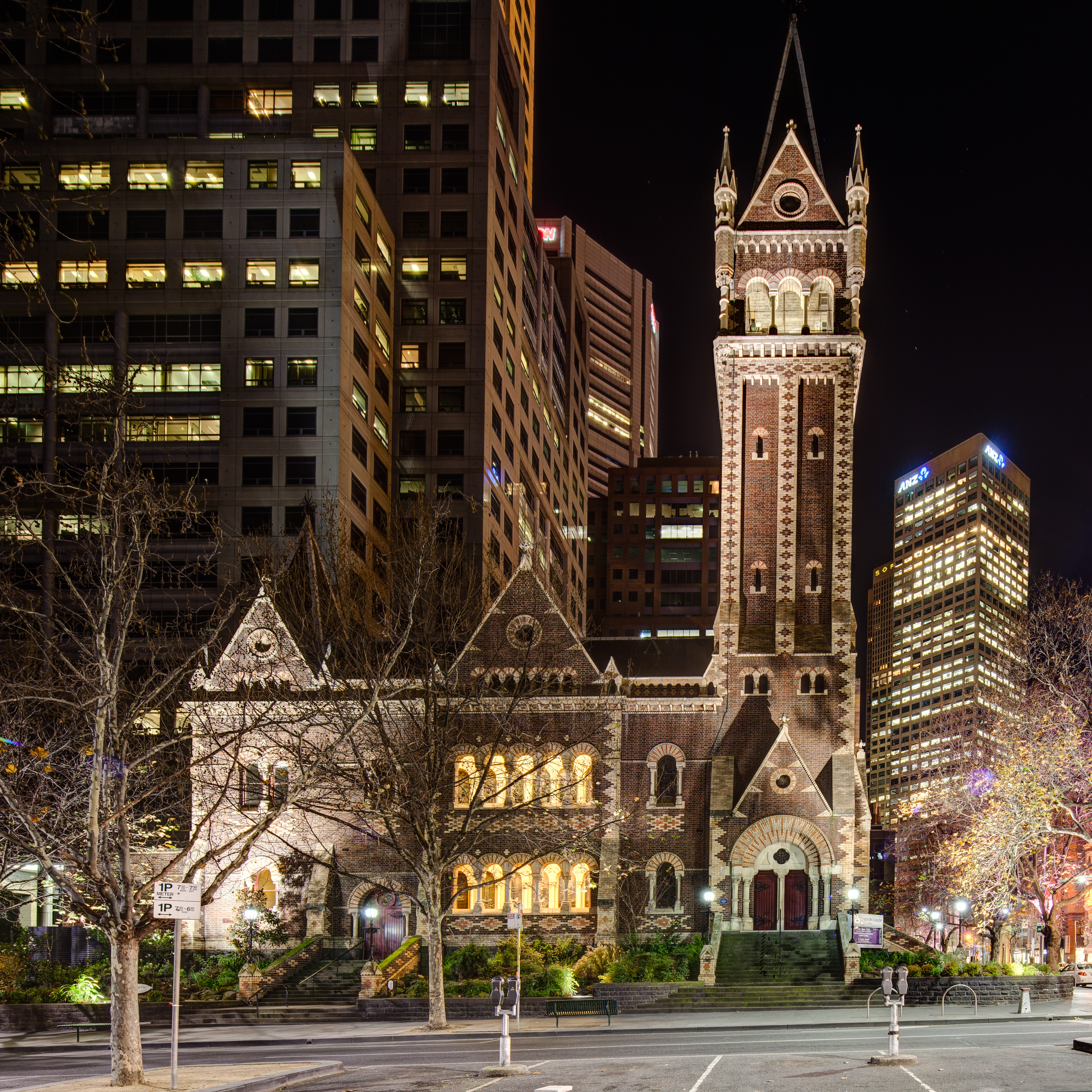
كنيسة الملاك ميخائيل في ملبورن.

بحسب إحصائية تعداد السكان عام 1901 وبصرف النظر عن السكان الأصليين، حيث كان المجتمع الأسترالي في الغالب من أصول بريطانية وأيرلندية، إذ كان حوالي 40% من السكان من الأنجليكان، وحوالي 23% من الكاثوليك، وكان حوالي 34% من السكان من أتباع كنائس مسيحية أخرى (خصوصًا المشيخية والميثودية) وحوالي 1% كانوا من أتباع أديان غير أخرى، وكان هناك عدد اللوثريين من أصل ألماني في جنوب أستراليا.
في عام 1901 أصدرت الحكومة الأسترالية قانونًا يشجع هجرة أولئك المنحدرين من أصول أوروبية في ما أصبح يُعرف باسم سياسة أستراليا البيضاء، وبالتالي تم الحد من هجرة الممارسين لأديان غير مسيحية، وضمنت هذه السياسة أن تظل المسيحية - خصوصاً المذهب الأنجليكاني - دين الأغلبية الساحقة للاستراليين. أظهر أول إحصاء رسمي في عام 1911 أنّ 96% من سكان أستراليا عرفوا عن أنفسهم بأنهم مسيحيون.
انخرطت الكنائس المسيحية في العمل التبشيري بين السكان الأصليين في أستراليا في القرن التاسع عشر، حيث سيطر الأوروبيون على جزء كبير من القارة وتحولت غالبية السكان الأصليين إلى المسيحية في النهاية. ودعا رجال الدين مثل أول رئيس أساقفة للكنيسة الكاثوليكية في سيدني جون بيد بولدينج، السلطات بإحترام حقوق السكان الأصليين وكرامتهم. بين عام 1909 حتى عام 1969 انتزع أبناء السكان الأصليين لإستراليا، وسكان جزر مضيق توريس، من عائلاتهم من قبل وكالات الحكومة الفيدرالية الإسترالية تحت قوانين أقرها البرلمان، وتم إرسال الأطفال إلى مدارس البعثات التبشيرية، وهو ما يُعرف بالأجيال المسروقة. وكانوا هؤلاء يختطفون ويحتجزون من قبل وكالات الحكومة الفيدرالية الإسترالية دون علم آبائهم في مدراس «لإعادة التأهيل الحضاري».

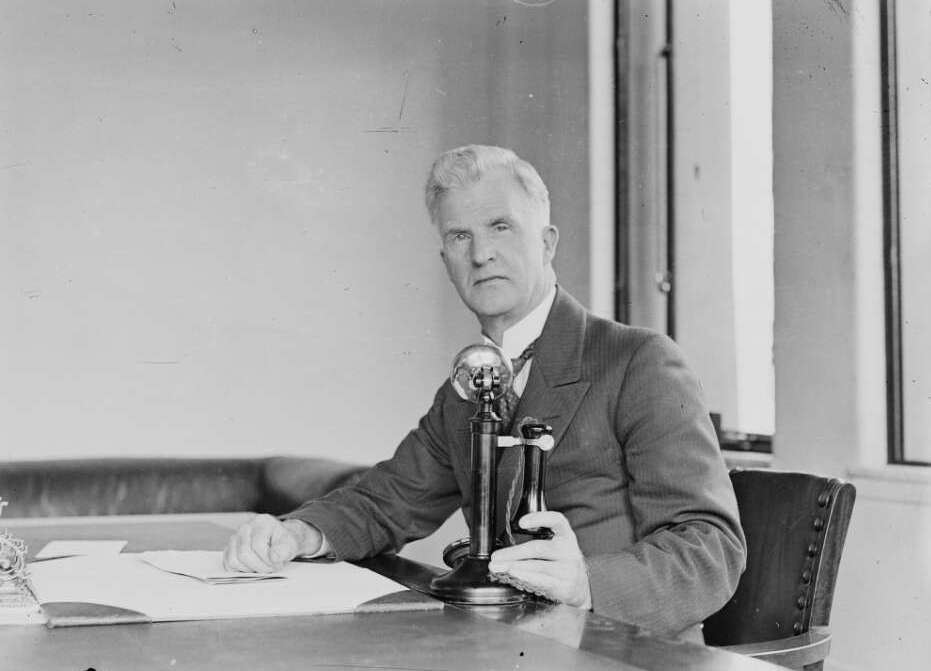
جيمس سكولين، أول رئيس وزراء أستراليا من أصول أيرلندية كاثوليكية.

تعود جذور الطائفية في أستراليا بين الكاثوليك من أصول أيرلنديَّة والبروتستانت من أصول بريطانيَّة إلى القرن الثامن عشر وأستمرت حتى أوائل القرن العشرين، وهي تعكس الميراث السياسي والطائفي لبريطانيا وإيرلندا. في معظم القرنين التاسع عشر والعشرين، عومل الأستراليون الأيرلنديون، ولا سيما الكاثوليك، بريبة وفي جو طائفي. واستمرت التوترات الطائفية بين الكاثوليك والبروتستانت حتى عقد 1960، لكن منذ عقد 1970 أختفت الطائفية تقريبًا بين الكاثوليك والبروتستانت في البلاد. كانت نسبة الأيرلنديين الكاثوليك في أستراليا أعلى مما كانت عليه في المملكة المتحدة لبريطانيا العظمى وأيرلندا، وكان لهم حضور ملحوظ بشكل خاص في المجتمع المدني، حيث كان حضور الكاثوليك الإيرلنديين غير متناسب في الحركة العمالية، حيث ساموا في تأسيس حزب العمال الأسترالي، وكانوا جزء هام في المعارضة السياسية، في حين هيمن كل من البروتستانت الأنجليكان والمشيخيين على مجال الأعمال التجاريَّة والمصارف والسياسة المحافظة. ظهرت الكراهية الطائفية بين الكتلتين من خلال المجتمع والسياسة الأسترالية في سنوات 1920 و1930 تجلى ذلك في التعبير على المواقف الاجتماعية والسياسيَّة المعادية للكاثوليكية. حتى سنوات 1950 ظهر الانقسام الطائفي خلال الانتخابات حيث كان معظم الكاثوليك يصوِّت لحزب العمال الأسترالي في حين صوَّت معظم البروتستانت على مختلف مذاهبهم لصالح المحافظين. وظل الدين هو السبب الرئيسي للتمايز في جميع مجتمعات الشتات الأيرلندي وكان له أكبر تأثير على الهوية، تليها طبيعة وصعوبة الظروف الاجتماعية والاقتصادية التي كانت تواجهها الجالية الأيرلندية كل دولة جديدة وقوة الروابط الاجتماعية والسياسية المستمرة للمهاجرين الأيرلنديين وأحفادهم مع البلد القديم. في منتصف القرن العشرين ارتقى العديد من الأستراليين الأيرلنديين الكاثوليك إلى مناصب الثروة والسلطة في التسلسل الهرمي الاستعماري.
اعتمدت الأقليات الكاثوليكية الأيرلندية والإيطالية لتحسين أوضاعها الاجتماعية والاقتصادية من خلال تطوير نظامها التعليمي بعيدًا عن مدارس وجامعات النخبة البروتستانتية البيضاء. فمثلًا طوّر الكاثوليك شبكة كبيرة من المدارس والجامعات الكاثوليكية خاصًة من خلال رهبانيّة اليسوعيين، وتحظى الجامعات الكاثوليكية اليوم في أستراليا بسمعة حسنة وتُعرف بمستواها العالي، كما لعبت الراهبات الكاثوليكيات أدوراً هامة في حياة المجتمع الكاثوليكي في المجال الصحي والتعليمي. وكان الكاثوليك الأيرلنديون أكبر أقلية في البلاد طوال معظم تاريخ أستراليا. إن مقاومتهم لمؤسسة النخبة التي تتمحور حول الأنجلو كان لها تأثير كبير على تطور الرياضة. لعب الأيرلنديون الكاثوليك والذي كانوا محسوبين على الطبقة العاملة في رياضات مثل دوري الرغبي وكرة القدم الأسترالية، بينما فضلت الأغلبية البروتستانتية المحسوبة على الطبقة الوسطى لعبة الكريكيت وكرة القدم واتحاد الرغبي والملاكمة.

### بعد عقد 1970

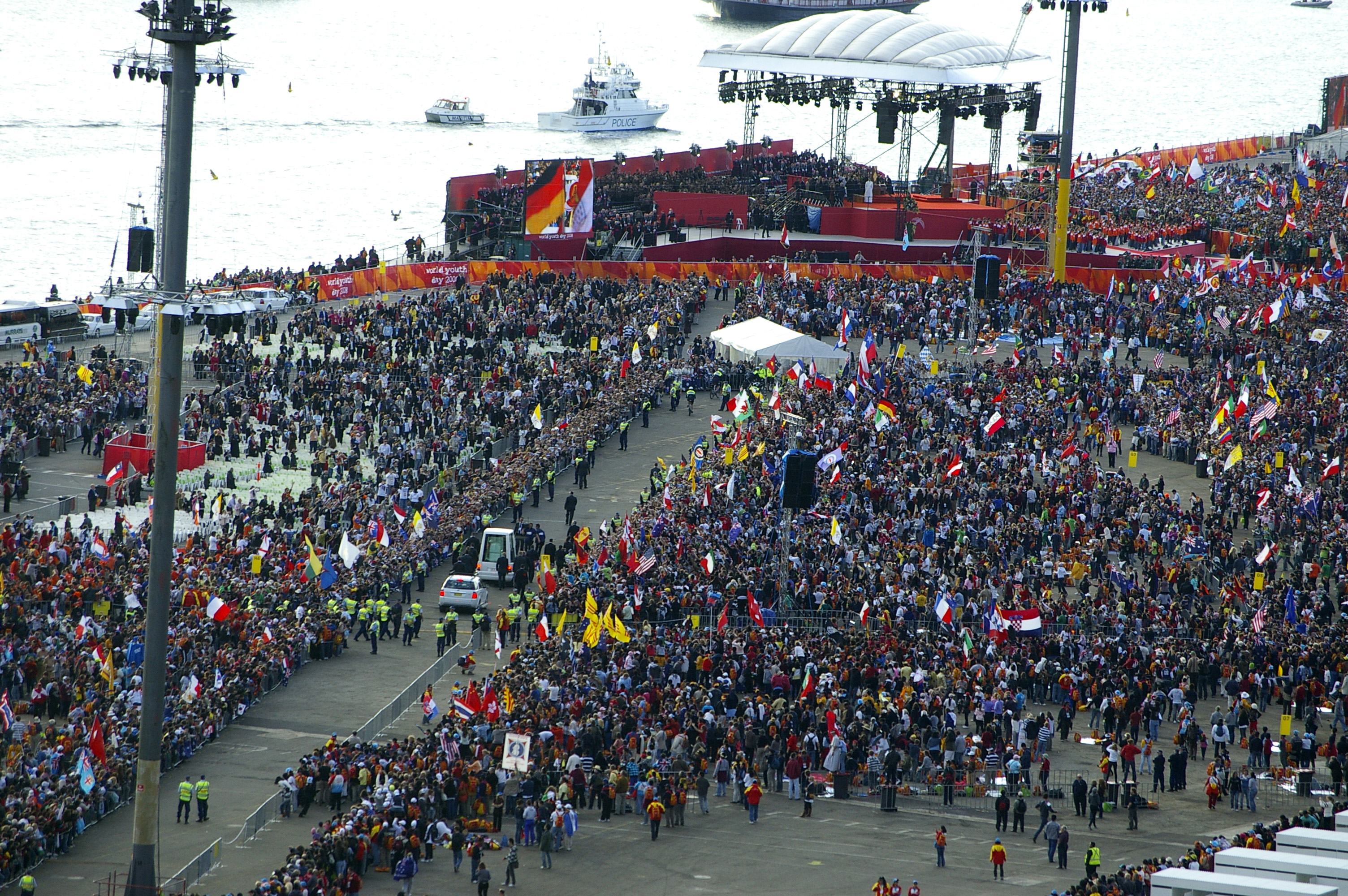
احتفالات أيام الشبيبة الكاثوليكية العالمي في سيدني عام 2008.

ساعدت موجات الهجرة المختلفة إلى إلغاء بشكل تدريجي لسياسة أستراليا البيضاء. وأثرت الهجرة من أوروبا في أعقاب الحرب العالمية الثانية على التركيبة السكانية في البلاد حيث ازدادت أعداد أتباع الكنائس الأرثوذكسية الشرقية، وأعداد الكاثوليك (متأثرة إلى حد كبير من الهجرة الإيطالية) واليهود (الناجين من المحرقة). وفي الآونة الأخيرة خاصًة ما بعد عقد 1970، زادات الهجرة من جنوب شرق آسيا والشرق الأوسط ما أدى إلى ازدياد أعداد البوذيين والمسلمين فضلًا عن زيادة التنوع العرقي بين الطوائف المسيحية. في عقد 1970 توحدت الكنائس الميثودية والمشيخية والأبرشانيّة في البلاد لتشكيل الكنيسة الموحدة في أستراليا، ولا تزال الكنائس البروتستانتية تحتل مكانة بارزة في خدمات الرعاية الاجتماعية. حتى عقد 1960 كان المجتمع الكاثوليكي في أستراليا مجتمع أبوي ومحافظ، وكانت علاقتهم النساء بأزواجها هي علاقة والتفاني والتبعية، كما وكان المجتمع الكاثوليك معروف بالقيم الأسرية وترابط الأسرة الممتدة وكثرة الإنجاب، لكن منذ عقد 1970 تراجع معدل المواليد بين الكاثوليك.
شهد عام 1970 أول زيارة يقوم بها البابا بولس السادس إلى أستراليا. وفي عام 1986 قام البابا يوحنا بولس الثاني بزيارة البلاد، وألقى فيها خطاباً تاريخياً اشاد فيه بالسكان الأصليين في أستراليا، وأشاد فيه بالخصائص لثقافة السكان الأصليين، وأعرب عن أسفه لآثار تجريد الملكية والتمييز الذي يعاني منه بالسكان الأصليين في أستراليا؛ ودعا إلى الاعتراف بحقوق السكان الأصليين والمصالحة في أستراليا. وأحتضنت أستراليا أول لقاء لأيام الشبيبة العالمية في أوقيانوسيا في عام 2008، وقام بحضور الحدث حوالي نصف مليون من الشباب الكاثوليكي قادمين من حوالي 200 دولة من حول العالم. ونشطت الكنائس المسيحية في أستراليا في النشاط المسكوني والحوار المسكوني، حيث تأسست اللجنة الأسترالية لمجلس الكنائس العالمي في عام 1946 من قبل الكنائس الأنجليكانية والبروتستانتية الرئيسية الخط الرئيسي. تطورت الحركة وتوسعت مع انضمام الكنائس الأرثوذكسية الشرقية والمشرقية لاحقًا، وبحلول عام 1994 أصبحت الكنيسة الرومانية الكاثوليكية أيضاً عضواً في الهيئة المسكونية الوطنية، والمجلس الوطني للكنائس في أستراليا.
منذ عقد 1990 تخطت أعداد الكاثوليك أعداد الأنجليكان، لتصبح الكنيسة الرومانية الكاثوليكية أكبر الطوائف المسيحية في البلاد، بعد هيمنة لعقود للكنيسة الأنجليكانية، ويعود ذلك إلى التغيرات في أنماط الهجرة في أستراليا. في إحصاء عام 2011، كانت نسبة المسيحية حوالي 61.1% من الأستراليين (منهم حوالي 25.3% من الرومان الكاثوليك، وحوالي 17.1% من الأنجليكان، وحوالي 18.7% مسيحيون من طوائف أخرى)، وأكدَّت إحصائية جرت على 1,718 أسترالي أن عدد الحضور للكنيسة هبط من (23%) في 1993 أي (16%) في 2009، بينما (60%) من بين عمر 15 حتى 29 الذين يحضرون الكنائس في عام 1993 تضائل إلى (33%) في عام 2009. الكنائس التي تضم أكبر عدد من الأعضاء هي الكنيسة الرومانية الكاثوليكية، والكنيسة الانجليكانية، والكنيسة الموحدة، والكنائس الخمسينية. الهيئة الرئيسية المسكونية المسيحية في البلاد هي المجلس الوطني للكنائس في أستراليا. وفقًا لدراسة المؤمنون في المسيح من خلفية مسلمة: إحصاء عالمي وهي دراسة أجريت من قبل جامعة سانت ماري الأمريكيّة في تكساس سنة 2015 وجدت أن عدد المسلمين في أستراليا المتحولين للديانة المسيحية (عدد كبير منهم من أصول إيرانيَّة وأفغانيَّة) يبلغ حوالي 20,000 شخص.
في عام 2016 أثار قرار محكمة أسترالية يمهد الطريق لترحيل أكثر من 250 من طالبي اللجوء إلى مخيم للمهاجرين خارج البلاد انتقادات من الأمم المتحدة وفجر احتجاجات فيما عرضت الكنائس المسيحية المأوى على طالبي اللجوء، ومن بينهم بيتر كات راعي الكنيسة الأنجليكانية في برزبين حيث قال أن كاتدرائية المدينة ستوفر المأوى للذين يعانون من حالات الصدمة النفسية أو يواجهون خطر تعرضهم لأي اعتداءات إذا ما أعيدوا إلى نيورو. وفي عام 2018 تم الكشف عن ان الكنيسة الكاثوليكية في ولاية فكتوريا هي المؤسسة الغير حكومية الأغنى من حيث قيمة الممتلكات التابعة والتي تقدر بحوالي 30 مليار دولار أمريكي.

## الطوائف المسيحية

### البروتستانتية

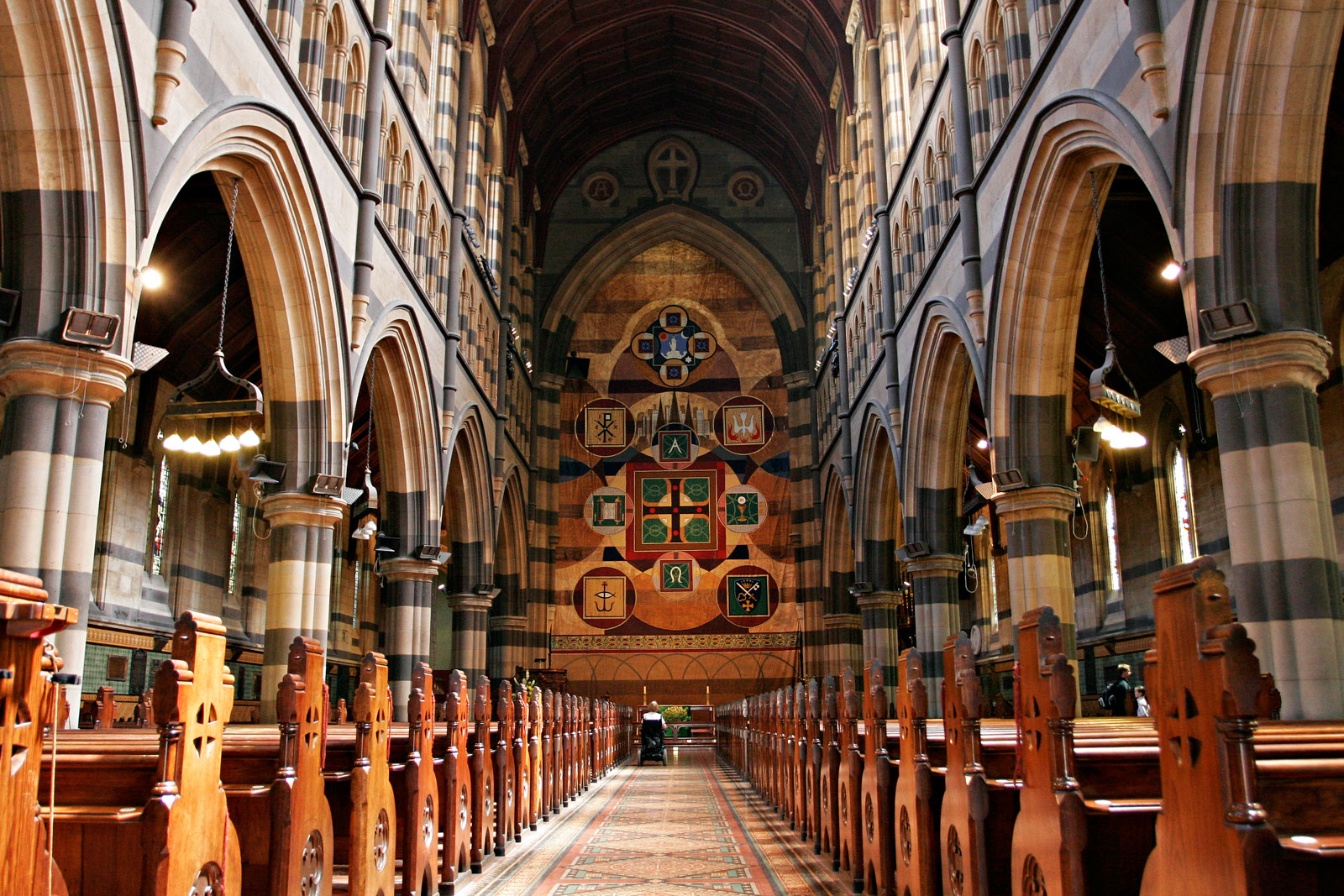
كاتدرائية سان بول الأنجليكانية في مدينة ملبورن.

وفقًا للتعداد السكاني لعام 2011 يُعد المذهب البروتستانتي أكبر المذاهب المسيحيَّة في أستراليا مع حوالي 35.5% من السكان. وتأتي كنيسة أستراليا الأنجليكانية في مقدمة كبرى المذاهب البروتستانتية وتضم حوالي 17.1% من السكان أي حوالي 3.6 مليون شخص، تليها كنيسة أستراليا المتحدة والتي تضم حوالي 5% من السكان، والكنائس الإصلاحية والمشيخية والتي تضم حوالي 2.8% من السكان. حتى التعداد السكاني لعام 1986، كانت الكنيسة الأنجليكانية كبرى الطوائف المسيحية في أستراليا. ولكن منذ عقد 1990 فاق الكاثوليك أعداد الأنجليكان، ويعود ذلك إلى التغيرات في أنماط الهجرة في أستراليا. قبل الحرب العالمية الثانية، كانت أصول غالبية المهاجرين البروتستانت في أستراليا تعود إلى المملكة المتحدة، وجاء معظم المهاجرين الكاثوليك من أيرلندا. بعد الحرب، تنوعت الهجرة الأسترالية حيث وصل اليها أكثر من 6.5 مليون مهاجر، بما في ذلك أكثر من مليون كاثوليكي من إيطاليا ومالطا وبلاد الشام وهولندا وألمانيا وبولندا وكرواتيا والمجر. ولعب التفسير الحرفي للتوراة عند بروتستانت أستراليا دورًا هامًّا في تثبيت ختان الذكور في هذا البلد. ويتضمن الدليل على التراث البريطاني في أستراليا هيمنة اللغة الإنجليزية، والقانون العام، ونظام الحكم في وستمنستر، والمسيحية (الأنجليكانية) باعتبارها الديانة المهيمنة، وشعبية الرياضات مثل الكريكيت والرجبي؛ كلها جزء من التراث الذي شكل أستراليا الحديثة.
وصل المذهب الأنجليكاني إلى أستراليا مع المستوطنين البريطانيين الأوائل منذ وصول الأسطول البريطاني الأول في عام 1788، وفي عام 1825 تم تعيين توماس سكوت أرتديكون من أستراليا تحت ولاية أسقف كلكتا. في حين كان خلفه وليام غرانت بروتون، الذي عين في عام 1829، لقب بلقب أول «أسقف لأستراليا» في عام 1836. في وقت مبكر من العصر الإستعماري، عملت كنيسة إنجلترا عملت بشكل وثيق مع الحكومة الإستعماريَّة، وتمتعت بامتيازات وشاركت أيضًا بشكل كبير في مجال الصحة والتعليم. وفي عام 1901 كان حوالي 40% من سكان أستراليا من أتباع الكنيسة الأنجليكانية، ومعظمهم من أصول إنجليزيّة وأنجلو سلتيكية وكورنية. ومنذ بداية القرن العشرين هاجر إلى البلاد ملايين من الإسكتلنديين والأيرلنديين من أتباع الكنيسة المشيخية مما عزز من حضور الكنيسة المشيخية في البلاد، في حين أدت موجات الهجرة الويلزية إلى تعزيز الكنيسة الميثودية. لعب المبشرين المشيخيين دورًا هامًا لنشر الإيمان البروتستانتي في أستراليا. ومنذ ذلك الحين نمت المشيخية إلى ان تصبح رابع أكبر طائفة مسيحية في البلاد. في 22 يونيو من عام 1977 نشأت كنيسة أستراليا المتحدة وهي عبارة اتحاد معظم الكنائس الأبرشانيَّة والميثودية إلى جانب ثلثي الكنائس المشيخية في أستراليا. لتصبح الكنيسة ثالث أكبر مذهب مسيحي في أستراليا وتضم أكثر من مليون شخص، منهم 10% يترددون على الكنائس أسبوعيًا.
يمتد الحزام الانجيلي الذي تُشكِل فيه البروتستانتية المحافظة اجتماعيًا جزءًا رئيسيًا من الثقافة، من منطقة هليز في سيدني وهي معقل كنيسة هيلسنونغ إلى ضاحية بروكلين بارك في أديلايد، إلى جانب بلدة جنوب شرق كوينزلاند حيث أن حضور الكنيسة المسيحية فيها أعلى من بقية مناطق أستراليا. وتعتبر مدينة توومبا أرضًا خصبة للحرفية الكتابية، لا سيما بالنسبة لأولئك الذين ينتمون إلى تيار الخمسينية والكاريزماتية المسيحية. وفقاً لتعداد السكان عام 2016 أظهرت الكنيسة الخمسينية نموًا ملحوظًا، حيث ازدادت من 1.7% إلى 2.1% في عام 2016. ومعظم أتباع الكنائس الخمسينية هم من الشباب حيث أن متوسط العمر بين أتباع الكنيسة يبلغ 25.

### الكاثوليكية

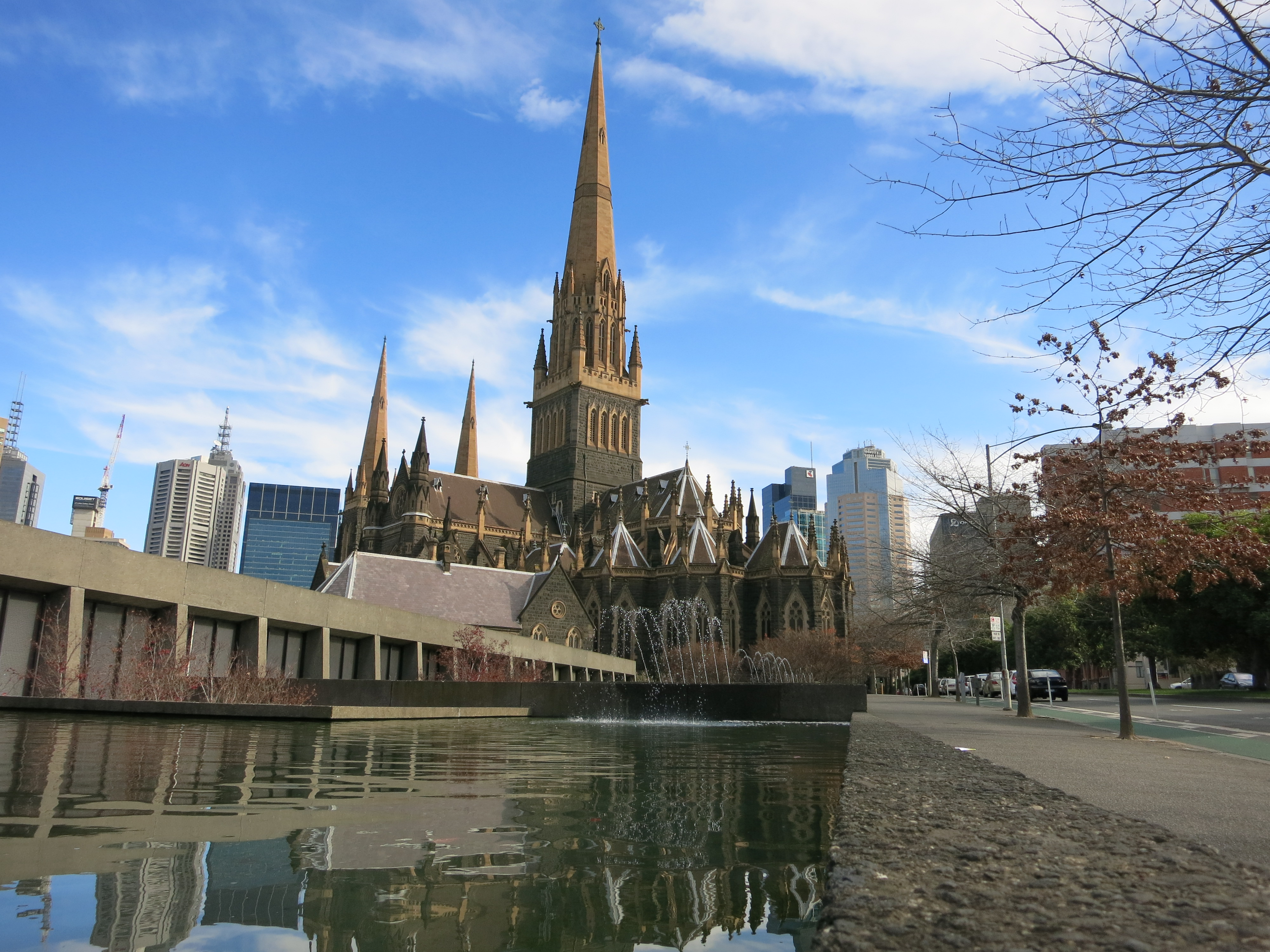
كاتدرائية القديس باتريك في مدينة ملبورن.

الكنيسة الكاثوليكية الأسترالية هي جزء من الكنيسة الكاثوليكية العالمية في ظل القيادة الروحية للبابا في روما ومجلس الأساقفة الأسترالي. وفقًا للتعداد السكاني لعام 2011 يُعد المذهب الكاثوليكي ثاني أكبر المذاهب المسيحيَّة في أستراليا مع حوالي 25.3% من السكان أي 5.4 مليون نسمة، يتوزعون على 32 أبرشيَّة وحوالي 1,635 رعية. وتعد الكنيسة الرومانية الكاثوليكية أكبر مزود غير حكومي لخدمات التعليم والصحة والمجتمع والرعاية المسنين في البلاد. وتضم الكنيسة في صفوفها أكثر من 180 جماعة من الأخوات والأخوة والكهنة الدينيين، يعملون في مهن متنوعة تتراوح بين التعليم والرعاية الصحية والتخفيف من وطأة الفقر والعدالة الاجتماعية والتأمل المعبر. ويبرز حضور الكنيسة في مجال التعليم، حيث في عام 2016، ضم قطاع التعليم الكاثوليكي 1,738 مدرسة، وهو ما يمثل حوالي 20.2% من طلاب المدارس الأسترالية. كما وتضم البلاد جامعتان وهي جامعة نوتردام أستراليا والجامعة الكاثوليكية الأسترالية.
وصلت الكاثوليكية في أستراليا مع إنشاء مستعمرة بريطانية في نيوساوث ويلز وكان أوائل الكاثوليك الأستراليين من أصول إيرلنديَّة. قامت السلطات البريطانية في البداية بقمع الكنيسة الكاثوليكية، ولكن سُمح للقساوسة الكاثوليك بالبقاء منذ عقد 1820، وبنيت أول كنيسة كاثوليكية في المستعمرة عام 1836. وصلت الراهبات الأوائل في عام 1838 مما فتح مجال لتأسيس تقليد قوي من الراهبات العاملات في الصحة والتعليم وقصر السجن. أصبحت أستراليا أسقفية في عام 1846، وازدهرت الكنيسة خلال القرن التاسع عشر مع إنشاء الأبرشيات والمستشفيات والمدارس في جميع أنحاء البلاد. حافظت الكنيسة الكاثوليكية في أستراليا على هوية إيرلندية قوية. ومن عام 1880 إلى عام 1960 كان للمدارس الكاثوليكية الأيرلندية نفوذ كبير، وكانت قيادة الكنيسة الأسترالية أيرلندية بالكامل تقريبًا من عام 1883 إلى عام 1940. ازداد تنوع الكاثوليك الأستراليين بشكل كبير مع الهجرة بعد الحرب في القرن العشرين، حيث أتت أعداد كبيرة من إيطاليا ودول البحر المتوسط وآسيا وأفريقيا في وقت لاحق. وبزر لاحقًا الكاثوليك في الحياة السياسيَّة والثقافيَّة الأستراليَّة. بسبب الهجرة المسيحية واسعة النطاق من الشرق الأوسط هناك حضور لعدد من الكنائس الكاثوليكية الشرقية في أستراليا، منها الكنيسة المارونية ويقدر أعداد المورانة عام 2011 بحوالي 160,000 شخص، ويقدر عدد أتباع كنيسة الروم الملكيين الكاثوليك عام 2017 بحوالي 55,192 شخص. ويقدر أعداد أتباع الكنيسة الكلدانية الكاثوليكية بحوالي 17,172 شخص.

### الأرثوذكسية

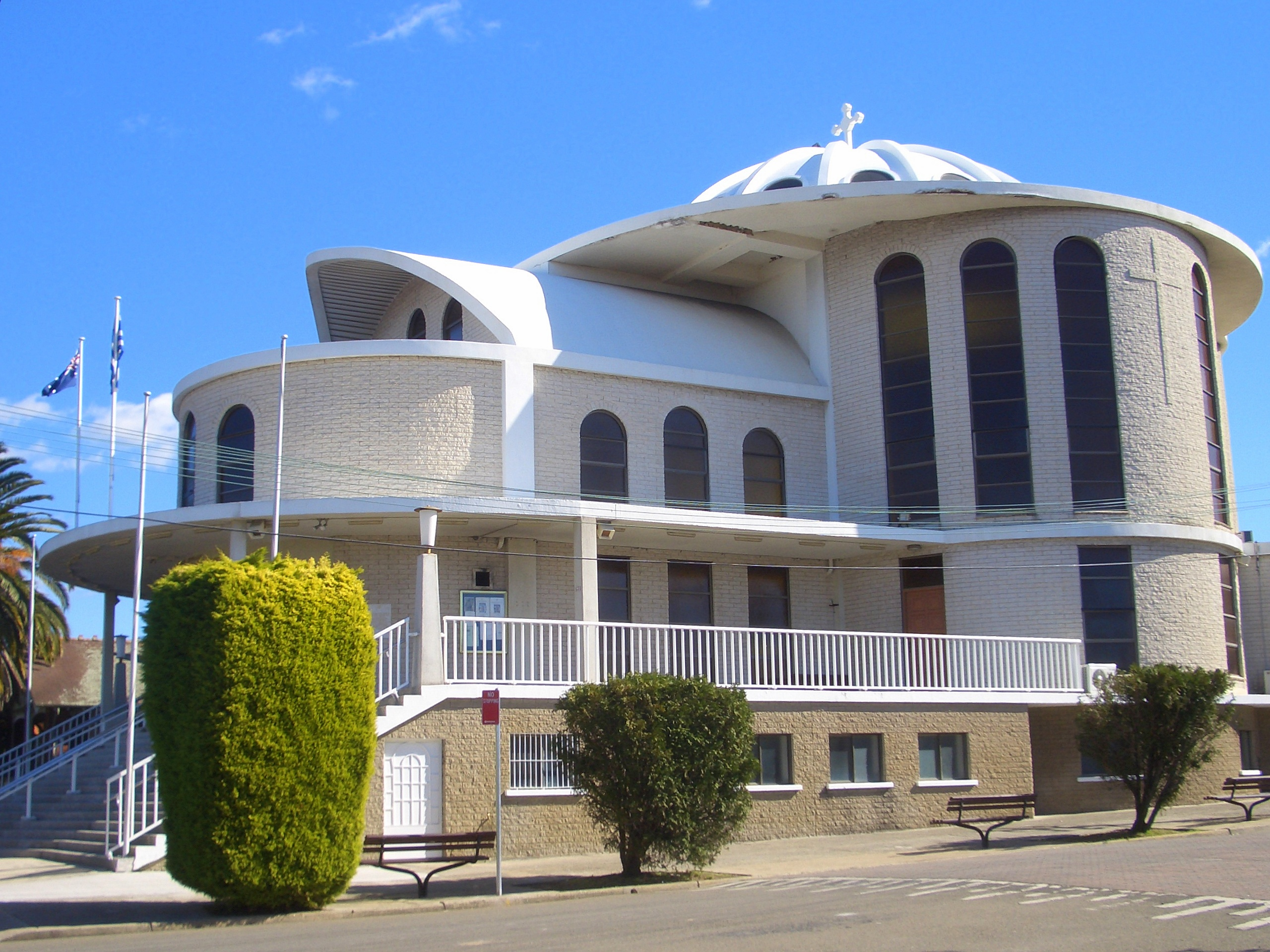
كنيسة جميع القديسين الأرثوذكسية في مدينة سيدني.

وفقًا للتعداد السكاني لعام 2011 يُشكل أتباع المذهب الأرثوذكسي الشرقي حوالي 2.6% من السكان أي أكثر من نصف مليون نسمة، معظم الأرثوذكس الشرقيين في أستراليا من ذوي الأصول اليونانية والعربية والروسية والصربية ومقدونيًّة وبلغاريَّة بينما الأرثوذكس المشرقيين هم من الآشوريين والأرمن. يعود أول حضور لأتباع بطريركية أنطاكية وسائر المشرق للروم الأرثوذكس إلى عام 1870 لتليها هجرة ملايين من المسيحيين العرب إلى أستراليا، وقد ساهموا في بناء مجتمعاتهم الجديدة ويعتبر المسيحيون العرب في أستراليا «اغنياء ومتعلمون وذوي نفوذ». وفي مارس من عام 1924، تأسست «متروبوليت أستراليا ونيوزيلندا» تحت سلطة بطريركية القسطنطينية المسكونية لرعاية السكان ذوي الأصول اليونانية في البلاد، وفي عام 2015 ضم المتروبوليت مائة وعشرون أبرشية يونانية أرثوذكسية. بسبب الهجرة من أوروبا هناك حضور في البلاد لأتباع الكنيسة اليونانية الأرثوذكسية والكنيسة الروسية الأرثوذكسية والكنيسة الصربية الأرثوذكسية والكنيسة المقدونية الأرثوذكسية والكنيسة البلغارية الأرثوذكسية. يُميل اليونانيين في أستراليا أن يكونوا أكثر تديناً وتردداً على الكنائس بالمقارنة مع اليونانيين في اليونان.
تترواح أعداد الآشوريين والسريان والكلدان في أستراليا بين حوالي 38,000 نسمة، إلى حوالي 60,000 نسمة. وقد أدّت أحداث مثل المذابح الآشورية عشية الحرب العالمية الأولى وحرب الخليج الثالثة وحرب العراق والانفلات الأمني الذي تبعها إلى زيادة هجرتهم إلى أستراليا. في عام 1996 كان 54% من الآشوريون/السريان/الكلدان من أتباع كنيسة المشرق الآشورية وحوالي 27% من أتباع الكنيسة الكلدانية الكاثوليكية وحوالي 7% من أتباع الكنيسة السريانية الأرثوذكسية. وفي نفس العام كان 60% من الآشوريون/السريان/الكلدان من مواليد العراق وحوالي 21% من مواليد أستراليا وحوالي 13% من مواليد إيران. يعيش معظمهم في مدينة سيدني (خصوصاً في ضاحية جرينفيلد بارك) وملبورن، وأنشأ الآشوريون الأستراليون مختلف الأندية، والتنظيمات الاجتماعية، والكنائس ومدارس اللغات. ويعمل العديد منهم في الصناعة والتجارة، وقد وصفت المصادر المجتمع الآشوري في أستراليا بأنها أقلية ناجحة.
قدرّت أعداد الأقباط في أستراليا عام 2003 بحوالي 100 ألف شخص. بدأت أولى موجات هجرة الأقباط للخارج بعد قيام ثورة 23 يوليو 1952 مباشرة، ومع صدور قانون التأميم، لاسيما أن الأقباط كانوا أكثر المصريين ثراء، وبعد انتزاع بعض أملاكهم سارعوا للهجرة، ثم توالت الموجات مع اندلاع أي حادث له صبغة طائفية، وشهدت الفترة التي حكم الرئيس الراحل أنور السادات فيها العديد من موجات الهجرة، غير أنها زادت في عهد الرئيس السابق حسني مبارك، لاسيما بعد تردي الأحوال الاقتصادية، بينما كان أيضًا سبب ظاهري آخر وهو المعاناة من الاضطهاد الديني.

## ديموغرافيا

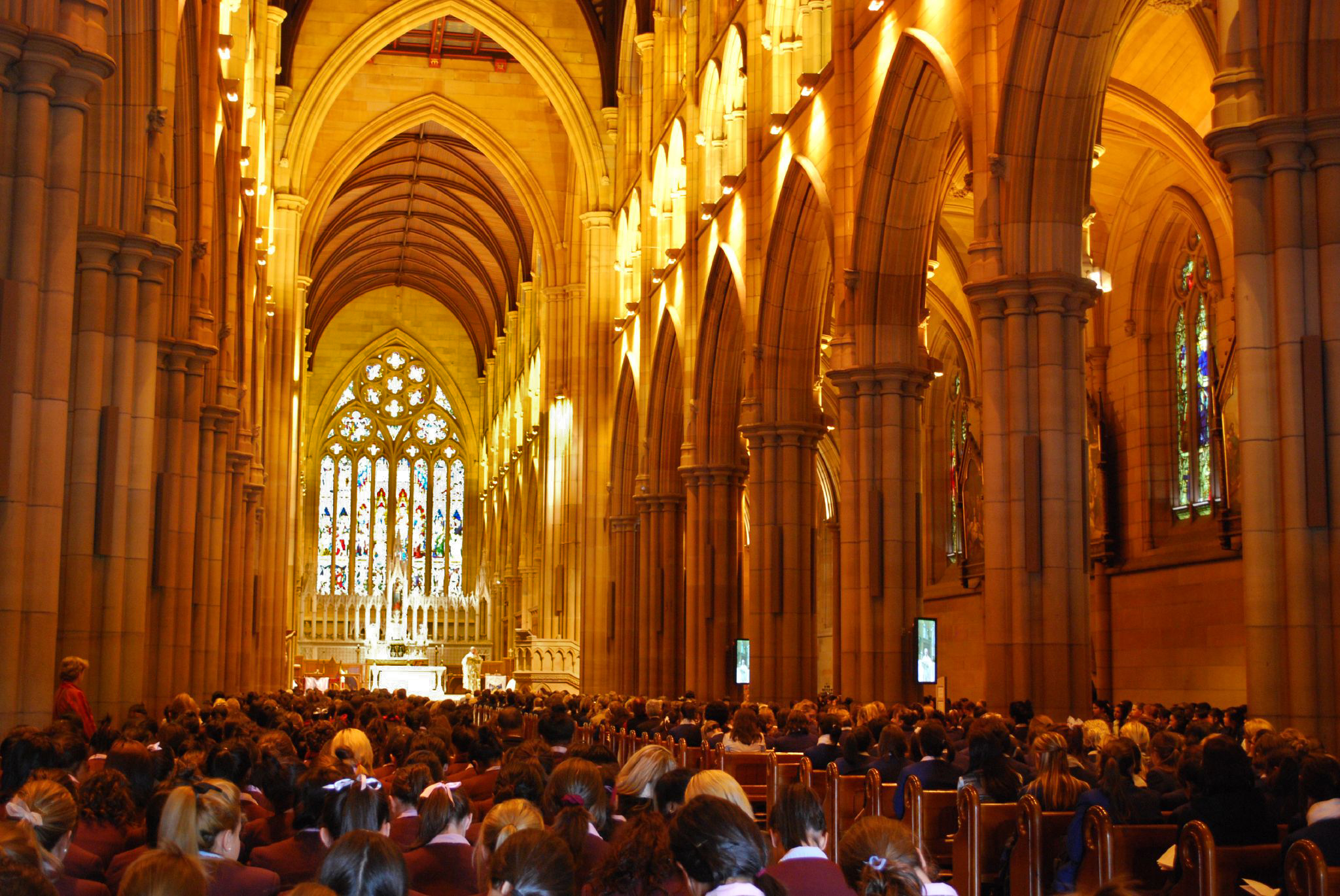
مسيحيين أسترالييّن يؤدون الصلوات في كاتدرائية مريم العذراء في سيدني عام 2008.

بعد أن ألغت أستراليا سياسة أستراليا البيضاء في عام 1966، نمت الهجرة من بلدان غير أوروبية ومن بلدان غير مسيحية. وارتفعت نسبة الأشخاص المنتمين إلى ديانات أخرى غير المسيحية إلى 2.6% في عام 1991، ولكنها زادت بسرعة أكبر في السنوات الخمسة والعشرين الماضية إلى 8.2% في عام 2016، وتؤثر الهجرة بشكل كبير على التركيبة السكانية، فحوالي 47% من السكان ممن ولدوا خارج أستراليا من المسيحيين بالمقارنة مع حوالي 58% من مواليد أستراليا. ووفقاً للتعدادات السكانية، انخفضت نسبة المسيحيين في الدولة من 88% سنة 1966 أي 11.5 مليون وأصبحت 52% أي 12.2 مليون. ووفقا لتعداد السكان سنة 2016، المسيحية هي أكبر ديانة بين الشباب الأستراليين الذين تتراوح أعمارهم بين 18 و34 سنة مع حوالي 39.4%، ومن المرجح أن يكون الشباب الذين تتراوح أعمارهم بين 18 و34 سنة منتمين إلى ديانات أخرى غير المسيحية (11.6%) أو أن يبلغوا عن عدم وجود دين (38.7%) مقارنة بالفئات العمرية الأخرى للبالغين. وكانت الفئات العمرية الأكبر سنا، ولا سيما أولئك الذين يبلغ عمرهم 65 سنة فما فوق، أكثر عرضة ليكونوا مسيحيين مع حوالي 70.3%. ترى أغلبية الطوائف المسيحية أنَّ الممارسة الجنسية المثلية ممارسة غير اخلاقية وخطيئة، وبالتالي بحسب تعداد السكان في أستراليا عام 2006، فإن الأستراليين مجتمع الميم، هم أقل احتمالاً بكثير للانتماء إلى طائفة مسيحية بالمقارنة مع السكان الأستراليين عمومًا.
وبحسب مركز بيو من المتوقع أن ترتفع معدل أعمار المسيحيين في أستراليا من 41 في عام 2010 إلى 50 في عام 2050، ومن المتوقع أن ترتفع الخصوبة للمرأة المسيحية في أستراليا من 2 بين سنوات 2010 و2015 إلى 2.1 بين السنوات 2050 و2055. وبحسب مركز بيو للأبحاث عام 2010 وصلت أعداد شباب أستراليا المسيحيين بين سن 15 إلى 29 سنة حوالي 2.7 مليون (61%) من أصل 4.7 مليون شاب أسترالي. ويظهر التعداد السكاني أنه في الوقت الذي تنمو فيه العلمانية بشكل أسرع من أي دين في أستراليا، الا أن الشباب وراء تعزيز العضوية في الكنيسة الخمسينية، وقد نمت بشكل خاص في أوساط الشباب، حيث ازدادت النسبة بين الفئة العمرية من 0 إلى 14 سنة (أكبر حصة من المنتسبين)، وبين الفئة العمرية من 15 إلى 24 سنة وبين الفئة العمرية من 25 إلى 34 سنة في كل تعداد منذ عام 2006. وتشير مصادر إلى زيادة ونمو في أعداد أتباع المذهب الخمسيني، وازداد أعداد أتباع الكنائس الخمسينية من حوالي 220,000 في عام 2006 إلى 238,000 في عام 2011 إلى 260,500 في عام 2016. بما في ذلك الكنائس الكاريزمية المستقلة، ومعظم أتباع الكنائس الخمسينية من الشباب حيث أن متوسط العمر بينهم هو 25.

### التعداد السكاني
تستعرض القائمة التالية معطيات التعداد السكاني بين عام 1986 وعام 2011 يذكر أن موجات الهجرة المختلفة على ازدياد في حضور الأديان غير المسيحية في البلاد إلى جانب ازدياد العلمانية منذ عقد 1960 إلى تغيير التركيبة الدينية في البلاد.
| الإنتماء الديني                         | 1986 ('000) | 1986% | 1996 ('000) | 1996% | 2006 ('000) | 2006% | 2011 ('000) | 2011% | 2016 ('000) | 2016% |
| --------------------------------------- | ----------- | ----- | ----------- | ----- | ----------- | ----- | ----------- | ----- | ----------- | ----- |
| كنيسة أستراليا الأنجليكانية             | 3,723.4     | 23.9  | 3,903.3     | 22.0  | 3,718.3     | 18.7  | 3,680.0     | 17.1  | 3,101.2     | 13.3  |
| الكنيسة المعمدانية                      | 196.8       | 1.3   | 295.2       | 1.7   | 316.7       | 1.6   | 352.5       | 1.6   | 345.1       | 1.5   |
| الكنيسة الرومانية الكاثوليكية           | 4,064.4     | 26.1  | 4,799.0     | 27.0  | 5,126.9     | 25.8  | 5,439.2     | 25.3  | 5,291.8     | 22.6  |
| كنائس المسيح                            | 88.5        | 0.6   | 75.0        | 0.4   | 54.8        | 0.3   | 49.7        | 0.2   | 39.6        | 0.2   |
| شهود يهوه                               | 66.5        | 0.4   | 83.4        | 0.5   | 80.9        | 0.4   | 85.6        | 0.4   | 82.5        | 0.4   |
| كنيسة يسوع المسيح لقديسي الأيام الأخيرة | 35.5        | 0.2   | 45.2        | 0.3   | 53.1        | 0.3   | 59.8        | 0.3   | 61.6        | 0.3   |
| اللوثرية                                | 208.3       | 1.3   | 250.0       | 1.4   | 251.1       | 1.3   | 251.9       | 1.2   | 174         | 0.7   |
| الكنيسة الأرثوذكسية الشرقية             | 427.4       | 2.7   | 497.3       | 2.8   | 544.3       | 2.7   | 563.1       | 2.6   | 582.8       | 2.7   |
| الخمسينية                               | 107.0       | 0.7   | 174.6       | 1.0   | 219.6       | 1.1   | 238.0       | 1.1   | 260.6       | 1.1   |
| المشيخية والكنائس الإصلاحيَّة             | 560.0       | 3.6   | 675.5       | 3.8   | 596.7       | 3.0   | 599.5       | 2.8   | 526.7       | 2.3   |
| جيش الخلاص                              | 77.8        | 0.5   | 74.1        | 0.4   | 64.2        | 0.3   | 60.2        | 0.3   | 48.9        | 0.2   |
| الأدفنتست                               | 48.0        | 0.3   | 52.7        | 0.3   | 55.3        | 0.3   | 63.0        | 0.3   | 62.9        | 0.3   |
| كنيسة أستراليا المتحدة                  | 1,182.3     | 7.6   | 1,334.9     | 7.5   | 1,135.4     | 5.7   | 1,065.8     | 5.0   | 870.2       | 3.7   |
| مسيحيون آخرون                           | 596.0       | 3.8   | 322.7       | 1.8   | 468.6       | 2.4   | 642.4       | 3.0   | 833.5       | 3.6   |
| مجمل المسيحيون                          | 11,381.9    | 73.0  | 12,582.9    | 70.9  | 12,685.9    | 63.9  | 13,150.6    | 61.1  | 12,201.6    | 52.1  |
| البوذية                                 | 80.4        | 0.5   | 199.8       | 1.1   | 418.8       | 2.1   | 529.0       | 2.5   | 563.7       | 2.4   |
| الهندوسية                               | 21.5        | 0.1   | 67.3        | 0.4   | 148.1       | 0.7   | 275.5       | 1.3   | 440.3       | 1.9   |
| السيخية                                 |             |       | 12.0        | <0.1  | 26.4        | 0.1   | 72.3        | 0.4   | 125.9       | 0.5   |
| الإسلام                                 | 109.5       | 0.7   | 200.9       | 1.1   | 340.4       | 1.7   | 476.3       | 2.2   | 604.2       | 2.6   |
| اليهودية                                | 69.1        | 0.4   | 79.8        | 0.4   | 88.8        | 0.4   | 97.3        | 0.5   | 91          | 0.4   |
| أديان غير مسيحية                        | 35.7        | 0.2   | 56.6        | 0.3   | 82.6        | 0.4   | 95.9        | 0.4   | 95.7        | 0.4   |
| مجمل غير المسيحيون                      | 316.2       | 2.0   | 616.4       | 3.5   | 1,105.1     | 5.6   | 1,546.3     | 7.2   | 1,920.8     | 8.2   |
| لادينية                                 | 1,977.5     | 12.7  | 2,948.9     | 16.6  | 3,706.5     | 18.7  | 4,796.8     | 22.3  | 7,040.7     | 30.1  |
| لم يجب عن السؤال                        | 1,926.6     | 12.3  | 1,604.8     | 9.0   | 2,357.8     | 11.9  | 2,014.0     | 9.4   | 2,345.5     | 10    |
| مجمل السكان                             | 15,602.1    | 100.0 | 17,753.0    | 100.0 | 19,855.3    | 100.0 | 21,507.7    | 100.0 | 23,401.4    | 100.0 |

### حسب الولايات

نسبة المستجيبين في تعداد 2011 في أستراليا الذين قالوا أنهم مسيحيون.

| الولايات                 | المسيحيون 000' (2001) | % السكان | المسيحيون 000' (2006) | % السكان |
| ------------------------ | --------------------- | -------- | --------------------- | -------- |
| نيوساوث ويلز             | 4,520.3               | 71.4%    | 4,434.7               | 67.7%    |
| فيكتوريا                 | 3,011.3               | 64.6%    | 2,985.8               | 60.5%    |
| كوينزلاند                | 2,499.3               | 70.9%    | 2,589.5               | 66.3%    |
| أستراليا الغربية         | 1,157.1               | 63.2%    | 1,162.5               | 59.3%    |
| جنوب أستراليا            | 942.9                 | 64.1%    | 906.1                 | 59.8%    |
| تسمانيا                  | 320.2                 | 69.4%    | 306.1                 | 64.2%    |
| إقليم العاصمة الأسترالية | 198.5                 | 64.0%    | 195.2                 | 60.2%    |
| الإقليم الشمالي          | 114.0                 | 60.6%    | 105.4                 | 54.6%    |
| جميع الأستراليين         | 12,764.3              | 68.0%    | 12,685.8              | 63.9%    |

## المشاركة الاجتماعية والسياسية

### التعليم

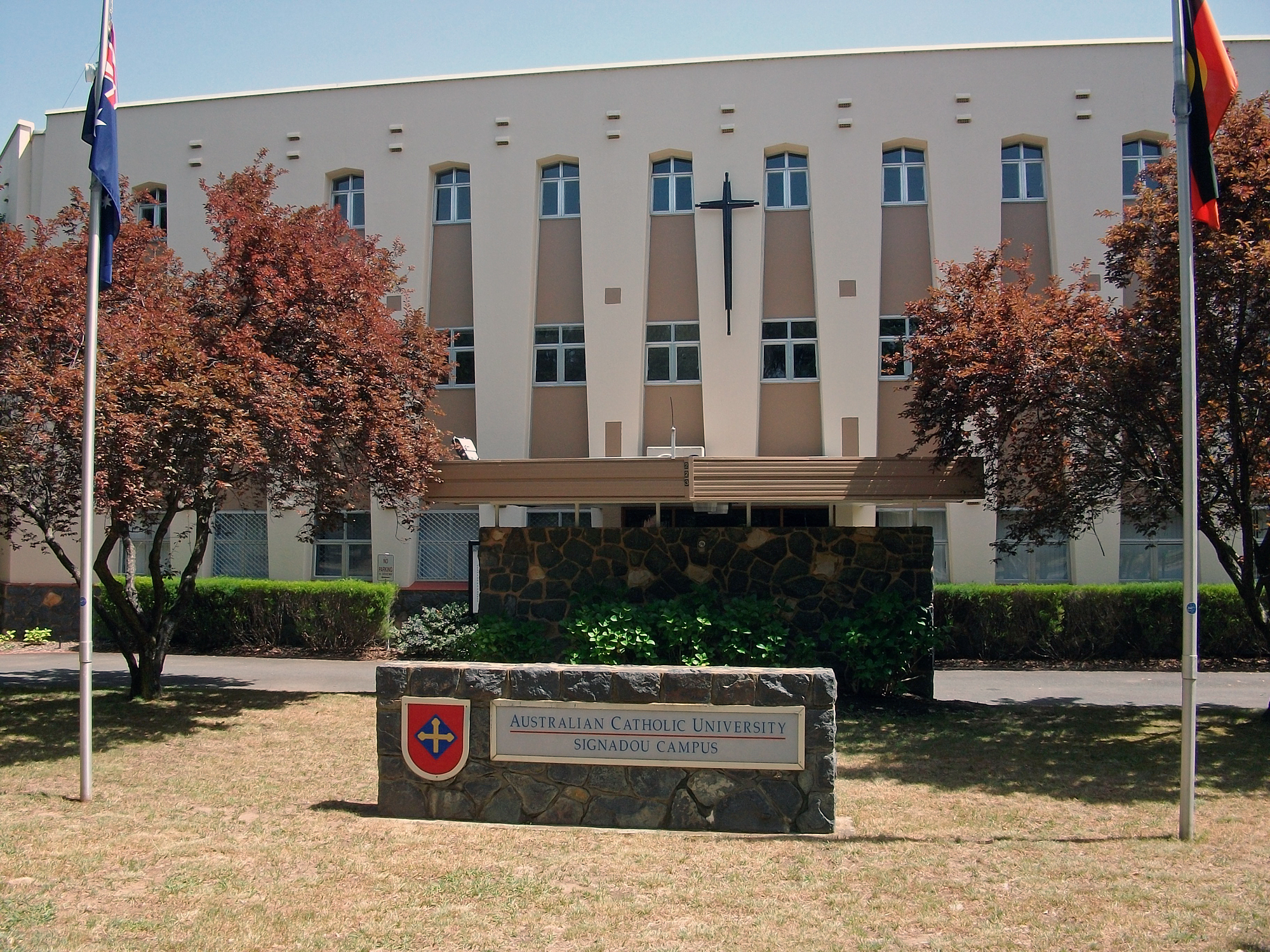
الجامعة الكاثوليكية الأسترالية في ملبورن.

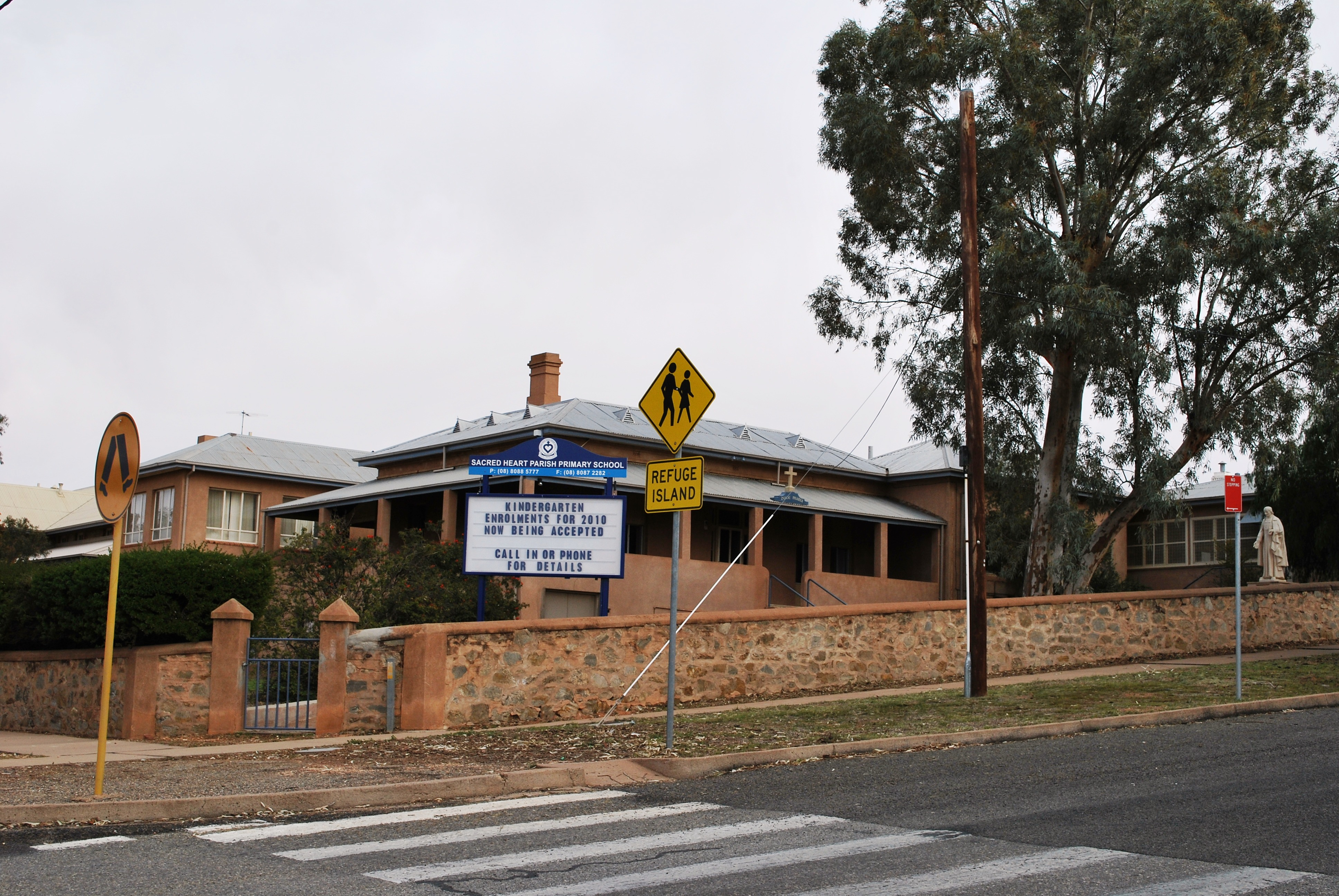
مدرسة كاثوليكية في أستراليا، حوالي خمس الطلاب في أستراليا ينتظمون في مدارس كاثوليكية.

هناك شبكات كبيرة من المدارس المسيحية المرتبطة مع الطوائف المسيحية. النظام التعليمي الكاثوليكي هو ثاني أكبر قطاع تعليمي بعد المدارس الحكومية، وتضم أكثر من 650,000 طالب أي نحو 21% من جميع الطلاب الملتحقين بالمدارس الثانوية. أنشأت الكنيسة الكاثوليكية عدد كبير من المدارس الابتدائية والمؤسسات التعليمية الثانوية والجامعية في أستراليا.
تملك الكنيسة الانجليكانية حوالي 145 مدرسة في أستراليا، التي ينضوي تحتها أكثر من 105,000 تلميذ. أما الكنيسة الموحدة فلديها حوالي 48 مدرسة كذلك الأمر بالنسبة للسبتيين.
أسست الراهبة ماري ماكيلوب راهبات القديس يوسف للقلب المقدس والتي لعبت دور هام في المنهاج التعليمي، وأصبحت الراهبة مؤخرًا أول قديسة أسترالية من قبل الكنيسة الرومانية الكاثوليكية. من الرهبانيات التي تعمل في الحقل التعليمي راهبات الرحمة، والاخوة المريميين، والاخوة المسيحيين، والبينديكتين واليسوعيون.
مدارس الكنيسة تتراوح بين مدارس النخبة ذات التكلفة العالية والمدارس ذات الرسوم المنخفضة نسبيًا. الطوائف التي تملك شبكات من المدارس تشمل:
- الكنيسة الرومانية الكاثوليكية.
- الكنيسة الانجليكانية.
- كنيسة الوحدة.
- الكنيسة المعمدانية.
- اللوثرية.
- الأرثوذكسية الشرقية.

أفتحت الجامعة الكاثوليكية الأسترالية في عام 1991 في مدينة ملبورن بعد دمج مؤسسات التعليم العالي الكاثوليكية الأربع في شرق أستراليا. تعود أصول هذه المؤسسات إلى القرن التاسع عشر. هناك أيضًا وجامعة نوتردام أستراليا والتي افتتحت في غرب أستراليا في ديسمبر عام 1989، ولديها الآن أكثر من 9,000 طالب على ثلاثة فروع في فريمانتل وسيدني وبروم.

### الصحة

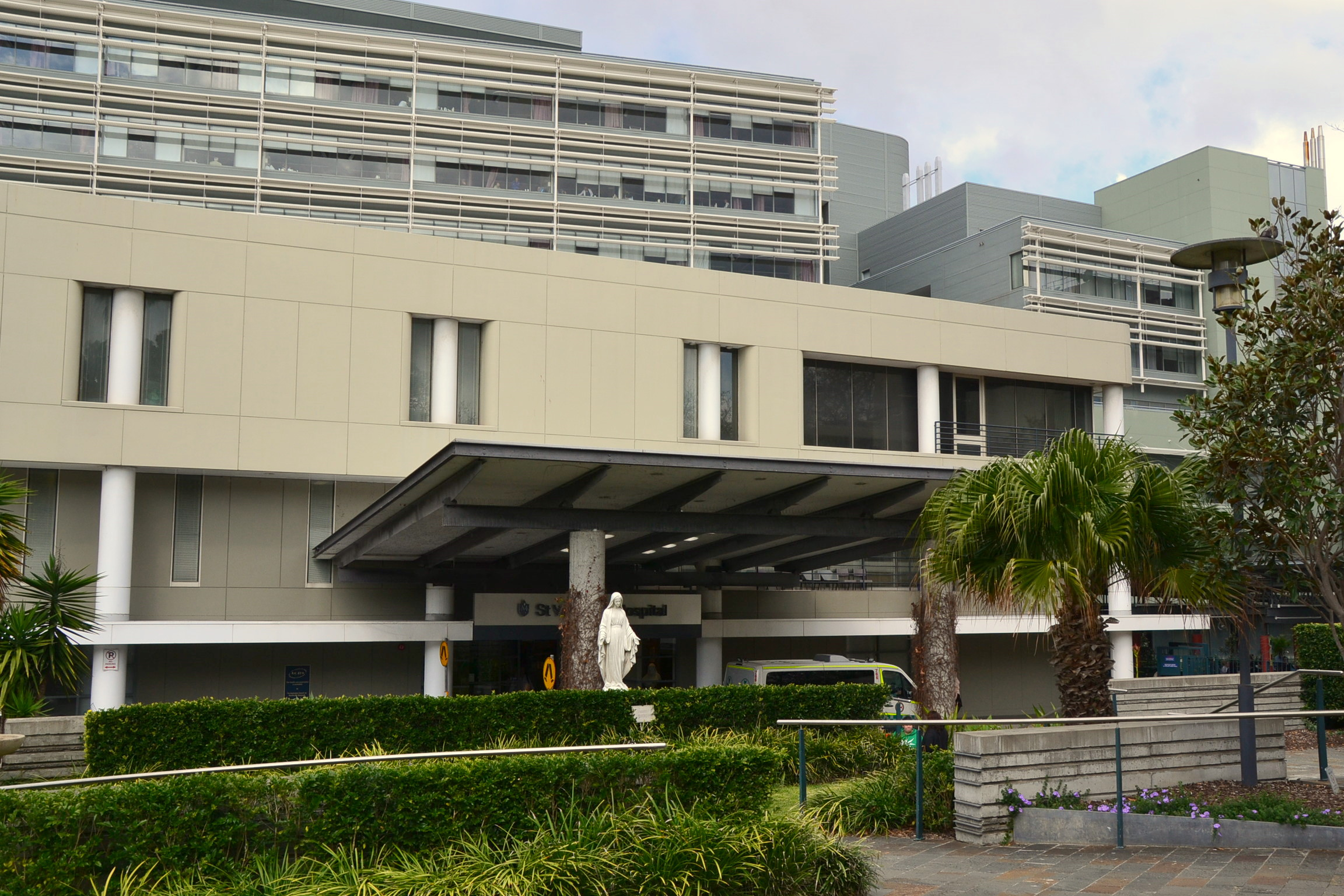
مستشفى سانت فينسنت في سيدني.

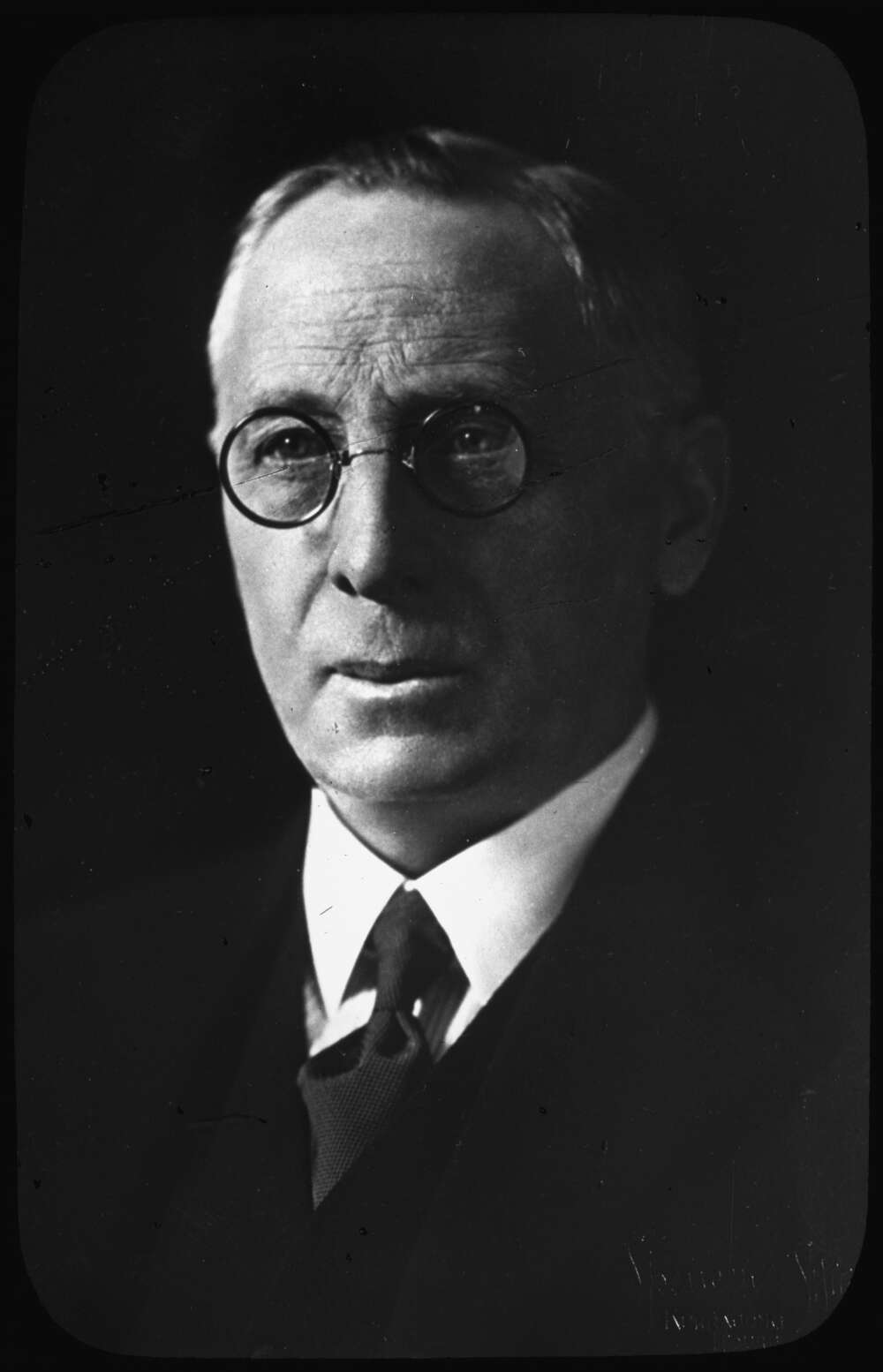
القس جون فلين، مؤسس خدمة الطبيب الطائر الملكية.

الكنيسة الكاثوليكية هي أكبر مؤسسة غير حكومية تزوّد خدمات الرعاية الصحية في أستراليا. أغلبية المؤسسات الكاثوليكية الصحيّة هي مؤسسات غير ربحية وتمتد عبر الطيف الكامل من الخدمات الصحية، وهي تمثل حوالي 10% من القطاع الصحي ويعمل فيها 35,000 شخص.
أسست المنظمات الكاثوليكية والعلمانية المختلفة العديد من المستشفيات في أستراليا. أولى المنظمات الصحية الكاثوليكية كانت الأخوات الأيرلنديات للأعمال الخيرية والتي أسست أولى معاقلها في سيدني عام 1838، وأنشأت مستشفى سانت فنسنت في سيدني في عام 1857 كمستشفى غير ربحي مفتوح للفقراء. المشفى كان فاتحة لتأسيس المستشفيات، ودور العجزة، ومعاهد البحوث، ومرافق رعاية المسنين في فيكتوريا وكوينزلاند وتسمانيا على يد الراهبات. اليوم يقدم مستشفى سانت فنست خدمات صحية متطورة وفيه تدرب رائد الجراحى فيكتور تشانج والطبيب الكاثوليكي جون إيكلس الحائز على جائزة نوبل في الطب يذكر أن المستشفى أفتتح عيادة الإيدز الأولى في أستراليا. في القرن الواحد وعشرين أزدادت مشاركة المنظمات الكاثوليكية العلمانية في المجال الصحيّ حيث تتركز مؤسساتها الصحية في ملبورن وسيدني.
تعد وكالة الرعاية المسيحية أدرا التابعة لوكالة الأدفنتست للتنمية والإغاثة من أهم المؤسسات الغير حكومية للتنمية والإغاثة. هذه الوكالة هي وكالة رعاية الاجتماعية معترف بها دوليًا وتديرها كنيسة الأدفنتست. تعمل وكالة أدرا تعمل في 120 بلدًا، في جميع أنحاء العالم، وتقوم بتوفير الإغاثة والتنمية. داخل أستراليا توفر الوكالة المأوى والإغاثة والخدمات إلى المحتاجين. كما وأنشأت العديد من الملاجئ فضلا عن المأوى للمحتاجين، وكذلك العديد من الأعمال الخيرية الأخرى: مثل توزيع الأغذية ومنتجات خاصة بالنظافة الشخصيّة مثل فرشاة الأسنان ومعجون الأسنان والصابون مجانًا.
يُذكر أن القس جون فلين، وهو قس في الكنيسة المشيخية أسس ما كانت لتصبح مؤسسة خدمة الطبيب الطائر الملكية في عام 1928 في كوينزلاند، لتوفير الخدمات الصحية للمجتمعات المعزولة من المناطق الأسترالية. كما ولعب القس ريتشارد جونسون الذي يُطلق عليه «طبيب روح وجسد على حد سواء» القضاء على المجاعة في عام 1790.

#### المؤسسات الخيرية
تملك العديد من الطوائف المسيحية شبكة واسعة من خدمات الرعاية الاجتماعية ومنها:
- جيش الخلاص: في عام 2012 أشادت رئيس الوزراء جوليا جيلارد عمل جيش الخلاص في المجال الخيري في أستراليا حيث قامت جيش الخلاص وفقًا لجيلارد بجمع شمل كل أسبوع 40 أسرة أسترالية، ومساعدة 500 مدمن على المخدرات والكحول والقمار فضلًا عن 2000 توفير مأوى للمشردين، وتقديم المشورة لهم.[98] كما تعرف المنظمة بتوزيع منتجات خاصة بالنظافة الشخصيّة مثل فرشاة الأسنان ومعجون الأسنان والصابون مجانًا.[97]
- كنيسة أستراليا المتحدة: لديها شبكة واسعة من مؤسسات رعاية المسنين والمستشفيات والتمريض وخدمات دعم الأسرة، إلى جانب خدمات روحية واجتماعية وثقافية للشباب والجامعيين وتوفير السكن لمن بلا مأوى.[99]
- الكنيسة الانجليكانية: لديها العديد من المنظمات العاملة في مجال التعليم والصحة والعمل التبشيري، والرعاية الاجتماعية، والاتصالات. المنظمات تشمل الخيرية السامري الصالح.
- الكنيسة الرومانية الكاثوليكية: تملك 63 منظمة تقوم بمساعدة أكثر من مليون أسترالي كل عام.

يُذكر أيضًا مؤسسة صندوق الأطفال المسيحي، البعثة الدولية المسيحية للمكفوفين، بعثة الرحمة المسيحية للمكفوفين، وسانت جون للإسعاف أستراليا؛ كمؤسسات ذات باع في العمل الخيري.

### السياسة

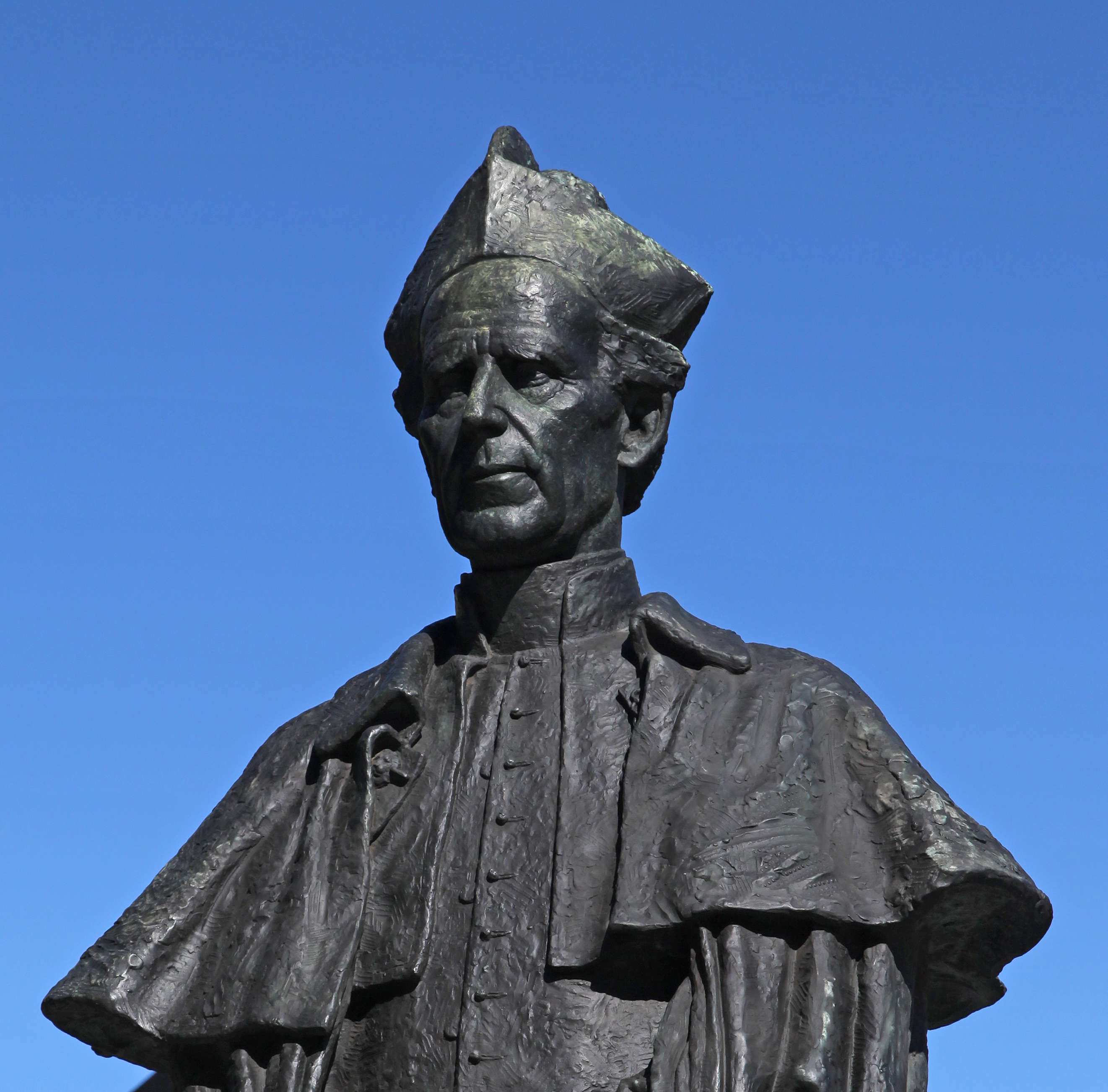
الكاردينال دانيال مانيكس؛ كان من الشخصيات الإجتماعية والسياسية البارزة في القرن العشرين.

وجد قادة الكنائس المسيحية في كثير من الأحيان أنفسهم متورطين في قضايا سياسية في المناطق التي يعتبرونها ذات صلة إلى التعاليم المسيحية. في وقت مبكر من عهد الإستعمار، كان ذلك مقتصرًا على المؤسسة الدينية الكاثوليكية وعلى الرغم من عمل رجال الدين الأنجليكان بشكل وثيق مع الحكام، كان للكاهن صموئيل مارسدن واجبات قضائية مساوية للسلطات. وأصبح يُعرف باسم «بارسون الجلد» لشدة عقوباته. انتقد المبشر الكاثوليكي ويليام أولاثورن، نظام المدانين، ونشر كتيب بعنوان رعب المواصلات الذي اكتشفه الناس بشكل موجز في بريطانيا عام 1837. ونشط أول كاردينال كاثوليكي في أستراليا، باتريك فرانسيس موران (1830-1911) سياسيًا. وبصفته أحد مؤيدي الاتحاد الأسترالي، ندد بالتشريع المناهض للصين وأعتبره بأنه «غير مسيحي»؛ وأصبح مؤيد لاقتراع المرأة من خلال دعمه لإتحاد نقابة عمال والاشتراكية الأستراليَّة. ولعب رئيس الأساقفة دانييل مانيكس من ملبورن دورًا مثيرًا للجدل ضد التجنيد الإلزامي خلال الحرب العالمية الأولى وضد السياسة البريطانية في أيرلندا.
كان القساوسة ديفيد أونايبون والسير دوغلاس نيكولز وتعود أصولهم إلى سكان أستراليا الأصليون، والكاهن الكاثوليكي السابق باتريك دودسون والكاهن اليسوعي فرانك برينان من المسيحيين الرفيعي المستوى ممن عملوا في قضية حقوق السكان الأصليين. وكان حزب العمال الأسترالي مدعوم إلى حد كبير من قبل الكاثوليك حتى تشكيل سانتاماريا لحزب العمل الديمقراطي بسبب المخاوف من تأثير الشيوعية على الحركة النقابية في عام 1950.
في عام 1999، كتب الكاردينال الكاثوليكي إدوارد كلانسي إلى رئيس الوزراء جون هوارد، وحثه على إرسال قوة حفظ سلام مسلحة إلى تيمور الشرقية لإنهاء العنف الذي يجتاح هذا البلد. اهتم الأساقفة الحاليين لمدينة سيدني، الكاردينال جورج بيل (الكاثوليكي) وبيتر جنسن (الأنجليكاني) بالقضايا التقليديَّة للعقيدة المسيحية، مثل الزواج أو الإجهاض، ولكنهم أثاروا أيضًا تساؤلات حول السياسات الحكومية مثل العلاقات الصناعية والإصلاحات والاحتجاز الإلزامي لطالبي اللجوء. وكثيرًا ما لعب تيم كوستيلو، وهو رجل دين معمداني والرئيس التنفيذي لشركة وورلد فيجن أستراليا، دورًا في قضايا الرعاية الاجتماعية والمساعدات الخارجية وتغير المناخ.

## الثقافة

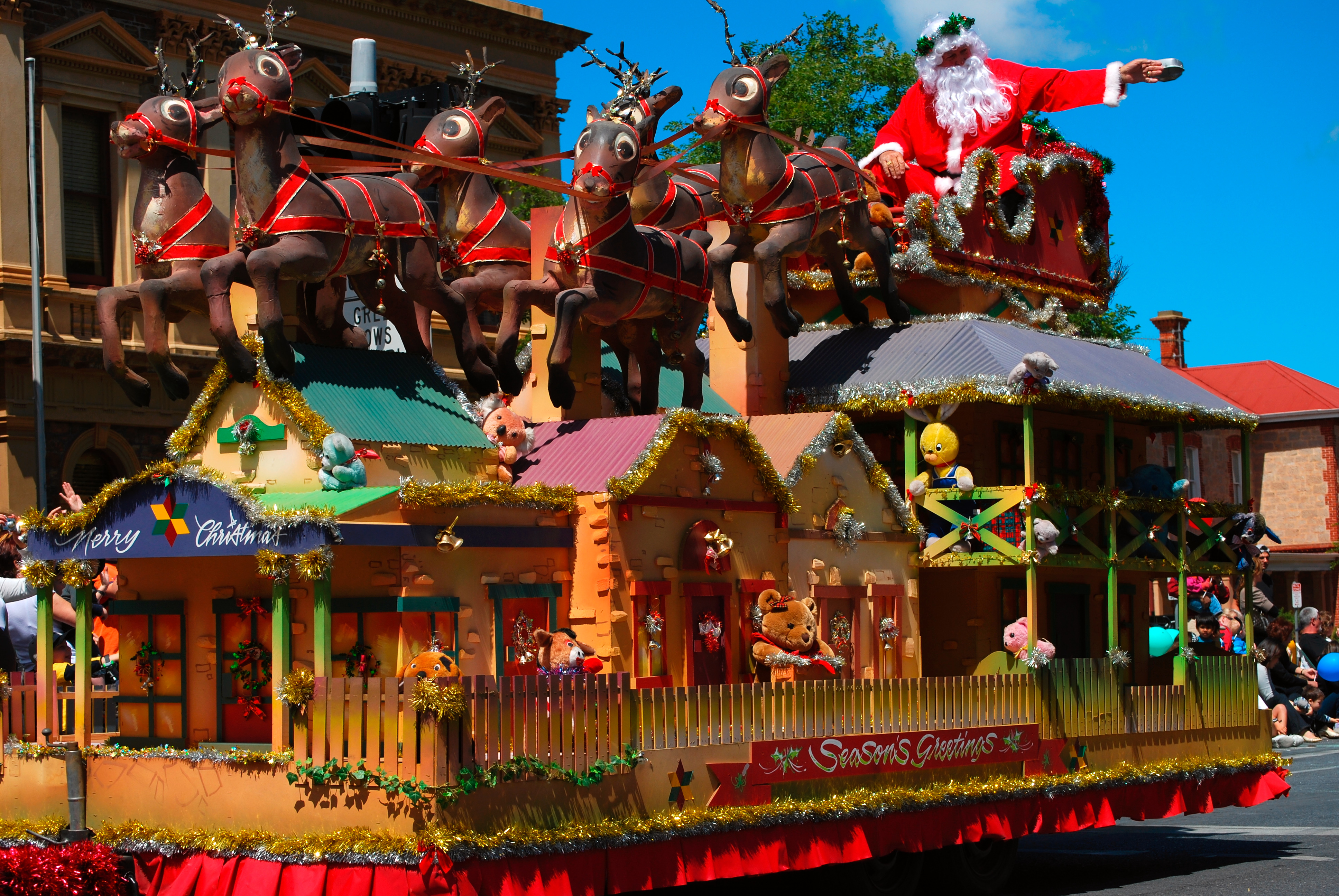
عوامة تصور بابا نويل على قمة المباني التاريخية ذات الطراز الأسترالي.

تأثرت الثقافة الأسترالية بالثقافة الغربية الأنجلو سلتيك منذ عام 1788، وكان وصول أول مستوطنين بريطانيين إلى سيدني التي نعرفها اليوم في عام 1788 سببًا في تعريف القارة الأسترالية بالحضارة الغربية. على الرغم من أن سيدني كانت في البداية تستخدم من قبل البريطانيين منفًى للسجناء، إلا أن وصول البريطانيين كان بمثابة الأساس الذي قامت عليه المؤسسات الديمقراطية في أستراليا وحكم القانون، واستقدموا معهم تقاليد قديمة من الأدب الإنجليزي، والفنون الغربية والموسيقى الغربية، وآداب التراث اليهودي-المسيحي والثقافة المسيحية، والآفاق المستقبلية الدينية، وأخلاق العمل البروتستانتية والقيم والثقافة البروتستانتية، إلى قارة جديدة.
لا يزال التأثير الحضاري للمسيحية في أستراليا ظاهر للعيان، حيث تعتبر الأعياد المسيحية مثل عيد الميلاد وعيد القيامة أعياد رسمية في أستراليا. وعلى الرغم من أن الاحتفال بعيد الميلاد في أستراليا يكون خلال فصل الصيف بسبب موقعها في نصف الأرض الجنوبي، إلا أن العديد من تقاليد نصف الأرض الشمالي تمارس بشكل واسع النطاق في أستراليا، حيث أن تقاليد عيد الميلاد في أستراليا ونيوزيلندا، لها العديد من أوجه التشابه مع التقاليد البريطانية والأيرلندية والأمريكية والكندية، بما في ذلك رموز عيد الميلاد التقليدية التي تتميز برموز الشتاء. في موسم عيد الميلاد تتبادل العائلات والأصدقاء بطاقات عيد الميلاد والهدايا ويتجمعون على شرف عشاء عيد الميلاد؛ وتنشد غناء الأغاني عن الثلج والجرس؛ ويتم تزيين أشجار عيد الميلاد، ويقوم سانتا كلوز في لباسه التقليدي بتوزيع الهدايا. ومع ذلك، فإن توقيت عيد الميلاد الذي يحدث خلال فصل الصيف في نصف الأرض الجنوبي قد أدى إلى تطور بعض التقاليد المحلية نتيجة للطقس الأكثر دفئًا.
يتزامن عيد القيامة بشكل عام مع العطلات المدرسية وهو فرصة للعائلة والأصدقاء للسفر ولم شمل. في جميع أنحاء أستراليا، يتردد الكثير على الكنائس لحضور القداس والصلوات خلال أسبوع الآلام وعيد القيامة، وتقام المهرجانات الموسيقية والمعارض والأحداث الرياضية. أحد أبرز فعاليات عيد القيامة في البلاد هو مهرجان الموسيقى المسيحية السنوي في كوينز بارك توومبا والمعروف بأنه أكبر مهرجان خالٍ من المخدرات والكحول في أستراليا. تشمل تقاليد العيد في أسترليا تحضير الحلويات التقليدية للعيد مثل هوت كروس بون، وتلوين بيض الفصح. بسبب وجود جاليات كبيرة يونانية وإيطالية ولبنانية، تتنوع التقاليد المرتبطة في عيد القيامة بالبلاد.
تعتبر الهندسة المعمارية المسيحية في أستراليا متنوعة، منها كاتدرائية القديس باتريك وكاتدرائية الملاك ميخائيل في ملبورن وكاتدرائية القديسة مريم في سيدني. وأسس جيش الخلاص واحدًا من أوائل استوديوهات الأفلام في العالم في ملبورن في عقد 1890: وهو قسم لايملايت. والذين استمروا في تقديم عروض تقديمية سمعية وبصرية ذات طابع مسيحي. تعد تغطية الدين جزءًا من التزام ميثاق هيئة الإذاعة الأسترالية لتعكس طابع وتنوع المجتمع الأسترالي. وتشمل برامجها الدينية تغطية العبادة المسيحية والتفسير والتحليل والنقاش والتقرير. للكنيسة الكاثوليكية شبكة تلفزيون وهو تلفزيون الكنيسة الكاثوليكية الأسترالية المرتبط بالمكتب الأسترالي الكاثوليكي للسينما والبث ويطور أيضاً البرامج التلفزيونية لتلفزيون أورورا المجتمعي وقناة فوكستيل وأوستار.
تتنوع الموسيقى المسيحية أيضًا على نطاق واسع عبر أنواع مختلفة، من جوقة كاتدرائية سانت بول في ملبورن التي تنشد الكورال والموسيقى الكنسية التقليدية؛ إلى الموسيقى المعاصرة التي هي سمة من سمات الفرق الموسيقى الإنجيلية الأسترالية وكنيسة هيلسونغ. ساهم الأستراليون في مجموعة متنوعة من أنواع الموسيقى المسيحية بما في ذلك الموسيقى الليتورجية والموسيقى الكلاسيكية والترانيم والروك المسيحي وموسيقى الكانتري المسيحية وترانيم الميلاد، بالإضافة إلى الموسيقى المعاصرة التي غناها فنانين مشهورين مثل جوني أوكيف وبول كيلي ونيك كيف وسليم داستي وجوي سباستيان.

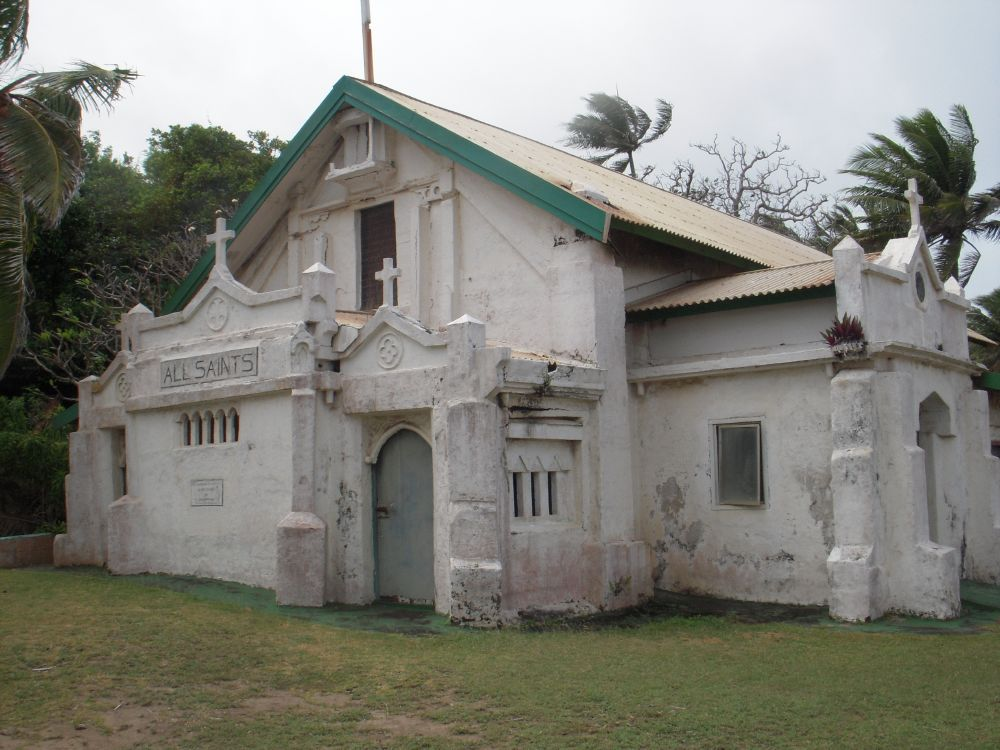
كنيسة جميع القديسين الأنجليكانية في جزيرة دارنلي
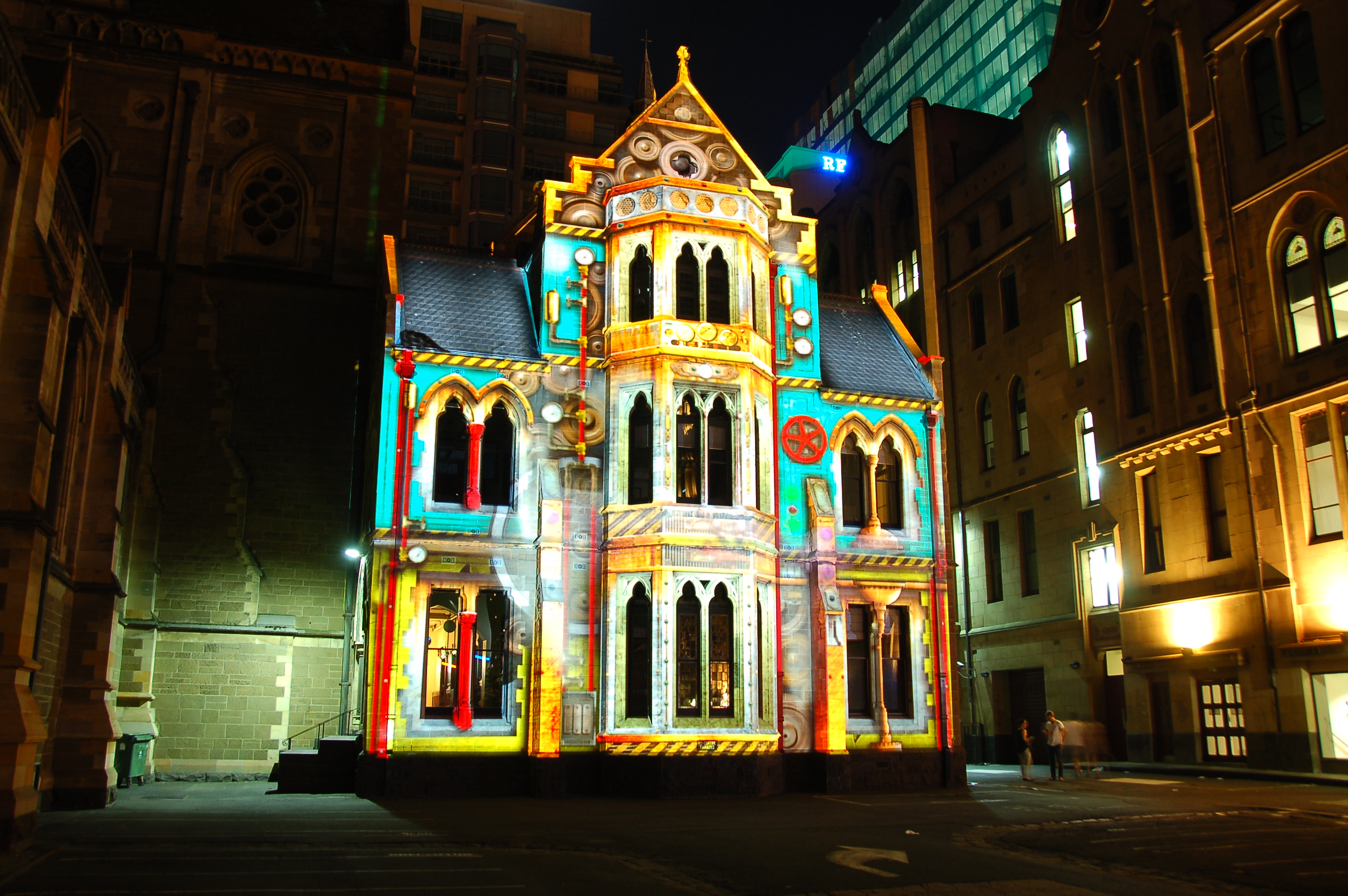
الكنيسة الميكانيكية في ملبورن
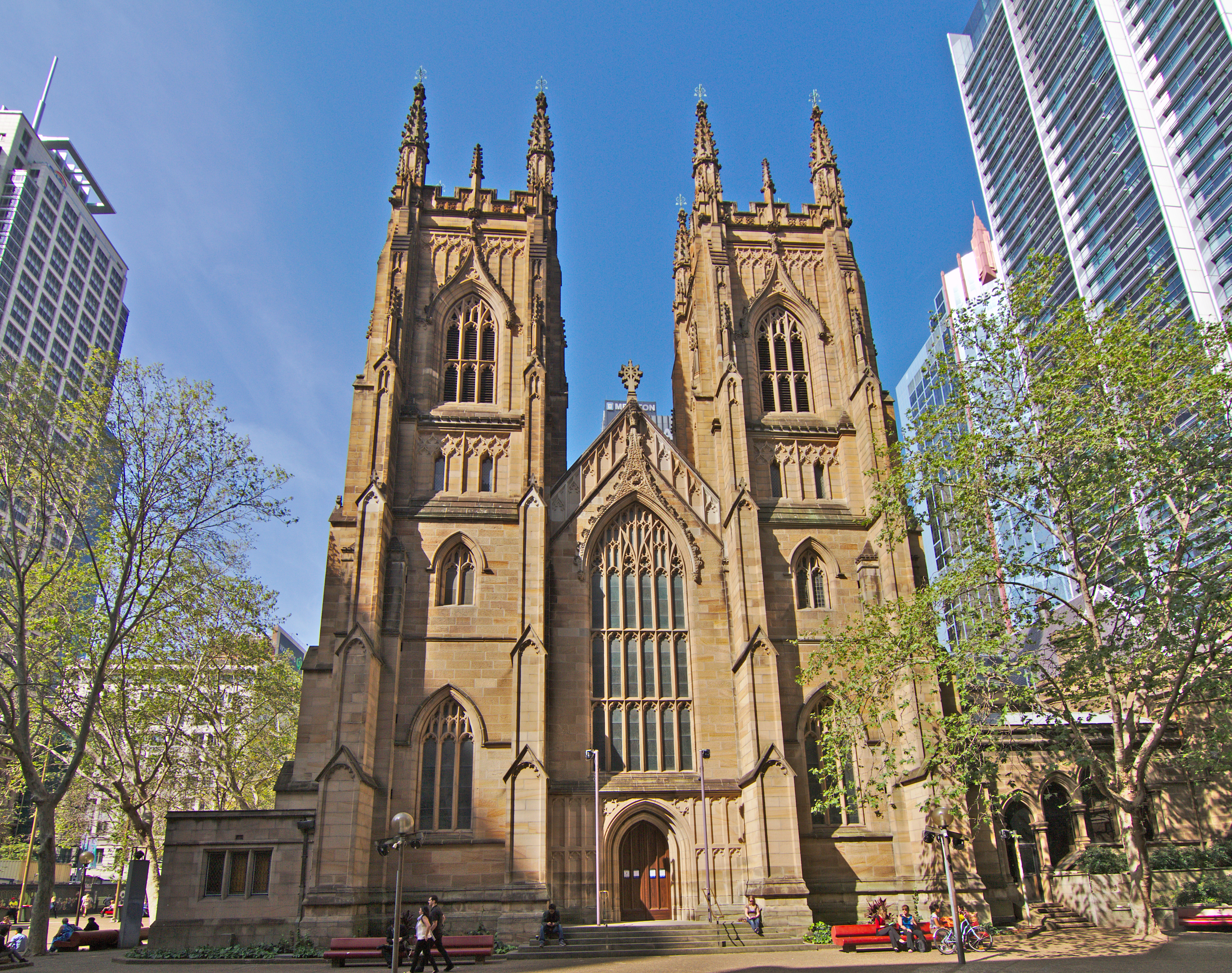
كاتدرائية القديس أندرو في سيدني
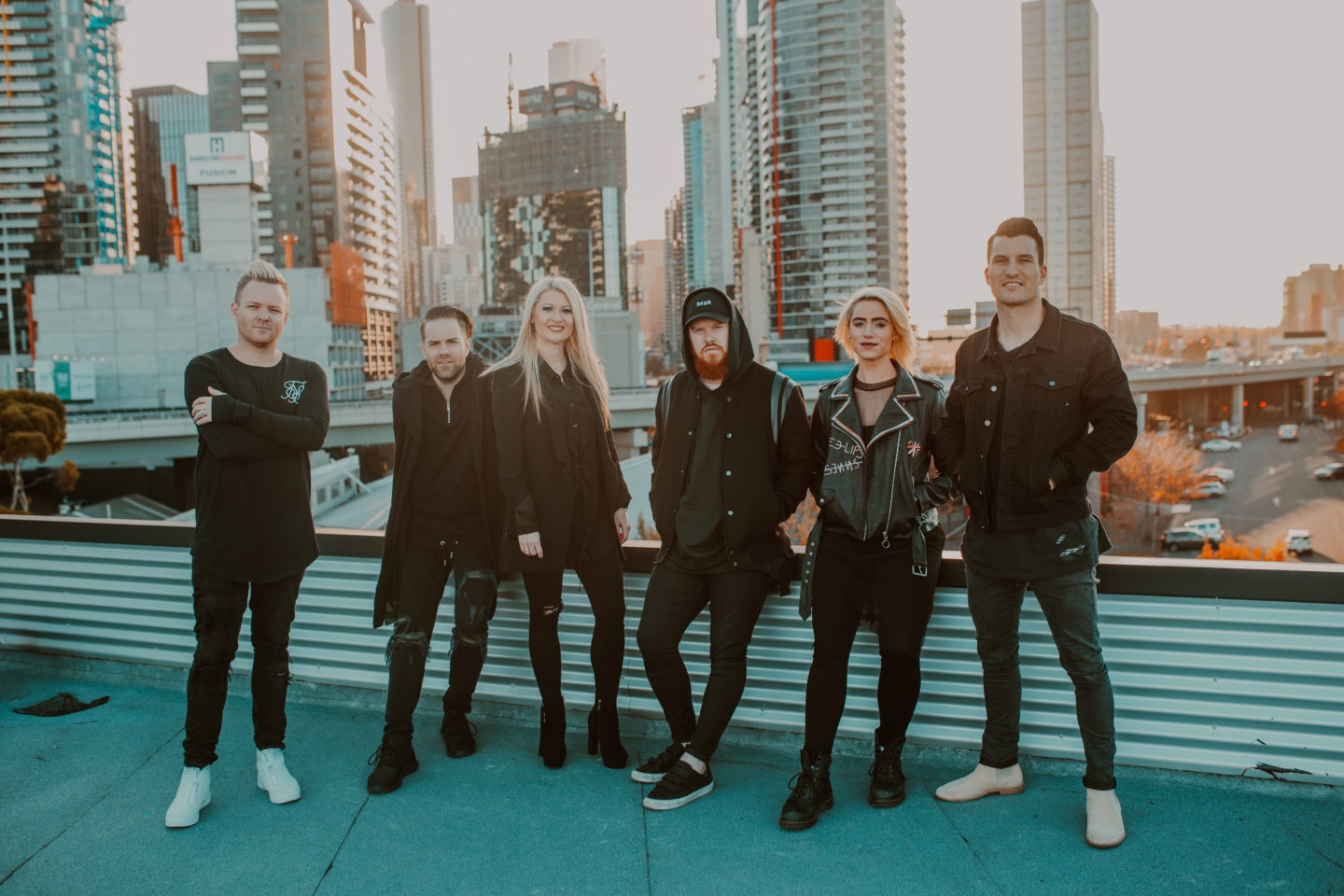
فرقة بلانيت شيكر؛ وهي فرقة موسيقية مسيحية
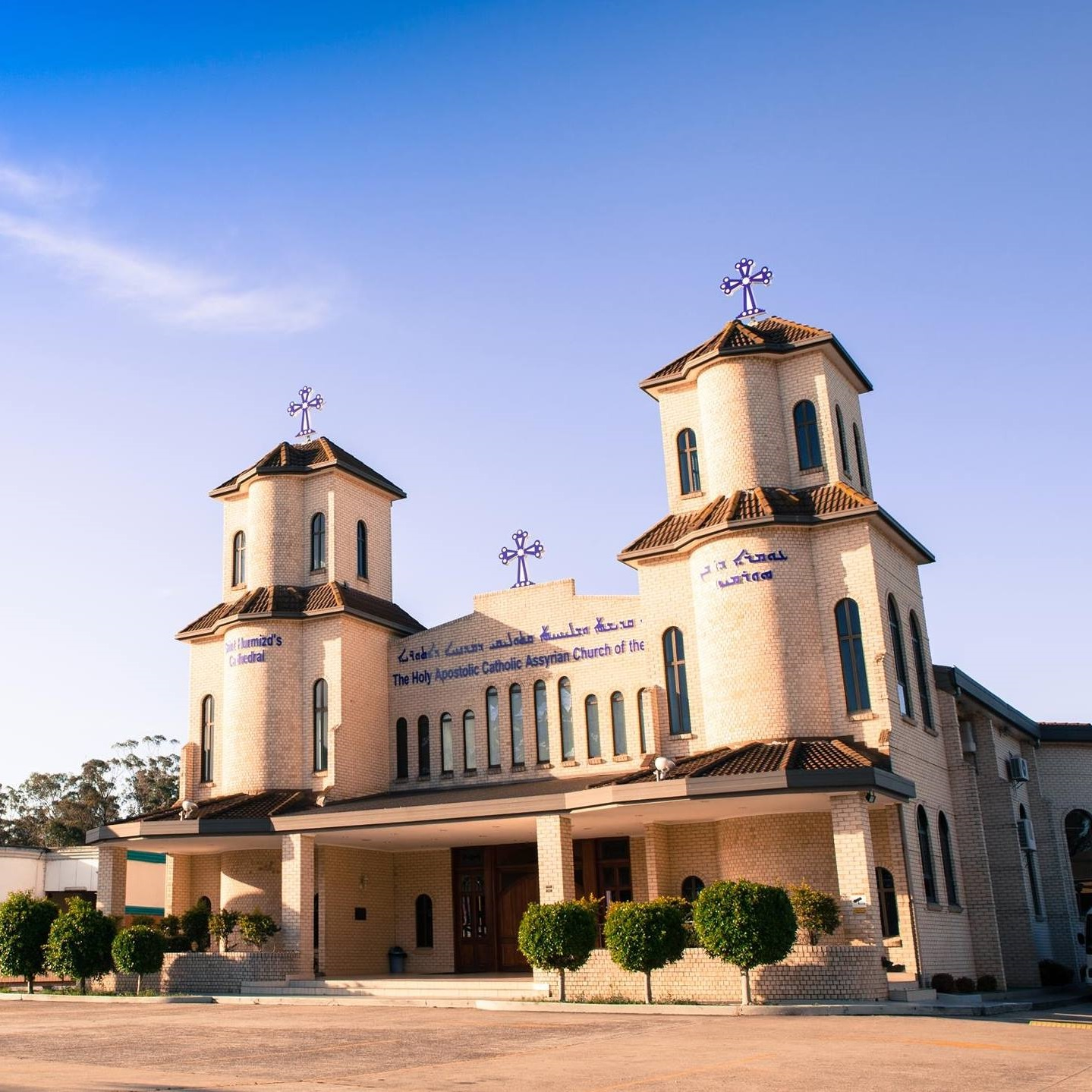
كاتدرائية القديس هرمزد الآشورية بسيدني